# Exposition universelle de 2015
 (mai 2015).
L'Expo 2015 est une exposition universelle qui s'est tenue à Milan, en Italie, du 1er mai au 31 octobre 2015 ; cette même ville fut déjà le siège de l'exposition universelle de 1906 ayant pour thème les transports.

## Description
Le thème qui a été proposé pour l'Exposition autour de la nourriture souhaitait couvrir tout ce qui touche à l'alimentation, au problème de la sous-alimentation dans certaines régions du monde et à celui de la nutrition, mais aussi au thème des OGM.
Les estimations et projections initiales stipulaient que :
- le budget de l'événement s’élèverait à plus de 20 milliards d'euros d'investissements en infrastructures : parmi cette somme 4,2 milliards d'euros employés directement[pas clair] ;
- au cours de la période 2010-2015, 70 000 emplois seraient créés ;
- durant les six mois de l'Exposition, près de 29 millions de touristes seraient attendus, avec une moyenne quotidienne de 160 000 visiteurs ;
- 145 pays exposeraient[1] ;
- durant les six mois de l'Exposition, 7 000 manifestations seraient organisées pour une enveloppe de 892 millions d'euros ;
- le chiffre d'affaires des entreprises milanaises augmenteraient de 44 milliards d'euros, soit une augmentation de 10 % ;
- 11 km2 d'espaces verts seraient créés et le réseau fluvial des navigli serait réhabilité.

### Thème
Le thème qui a été choisi pour l'exposition de 2015 est « Nourrir la planète, énergie pour la vie ». Il regroupe les aspects technologiques, culturels, traditionnels ainsi que d'innovation et de création en lien avec la nourriture. L'Expo 2015 reprend aussi des aspects abordés au cours d'autres expositions (comme l'exposition sur l'eau à Saragosse en 2008) à la lumière des connaissances nouvelles et des tendances émergentes. D'autres focus sont abordés comme le droit à la santé, la sécurité ainsi que la suffisance alimentaire pour l'ensemble de la population.
Les préoccupations de nombreux futurologues sur la qualité de la nourriture dans les années à venir sont aggravées par les incertitudes quant aux prévisions d'augmentation concernant les quantités de nourriture disponibles à l'échelle mondiale. Ces préoccupations, exprimées dès le début par le MIT pour le Club de Rome, ont été largement ignorées au moment quand il semblait que l'augmentation de la disponibilité des ressources dépasseraient l'augmentation de la consommation. Cependant, l'épuisement rapide des excédents agricoles a clairement souligné l'urgence de la question de savoir comment nourrir la planète et de prévenir l'arrivée de la faim.

#### Les sept sous-thèmes
Sept sous-thèmes ont été proposés pour l'exposition :
- Sécurité et qualité alimentaire
- Innovation dans la logistique alimentaire
- Technologie en œuvre dans l'agro-alimentaire et la biodiversité
- Éducation à la santé
- Solidarité et coopération dans l'alimentaire
- Nourriture et amélioration des styles de vie
- Nourriture au sein des cultures du monde et des groupes ethniques

## Organisation
La décision d'attribution de cette Exposition a été adoptée par l'assemblée du Bureau international des Expositions (BIE) réunie à Paris, le 31 mars 2008. Milan a été préférée à Izmir en Turquie, par 86 voix contre 65. Le dossier d'enregistrement de l'Exposition a été officiellement remis le 22 avril 2010 au BIE et a été approuvé le 20 octobre 2010 par son Conseil d'administration qui a recommandé l'inscription de l'Exposition à l'Assemblée générale. L'enregistrement officiel de l'événement a finalement eu lieu le 23 novembre 2010 durant l'Assemblée Générale du BIE.
Le premier pays à confirmer sa participation est, au nom de l'accord de réciprocité, la Chine, pays organisateur de la précédente exposition. En dehors de cet accord, le premier pays à s'engager à participer fut la Suisse, le 3 février 2011. En 2011, une vingtaine de pays avaient déjà accepté d'y participer, et ils sont 111 pays fin 2012.
Le pavillon de la France fut réalisé par l'agence d'architecture parisienne X-TU[source secondaire souhaitée].
Le 25 septembre 2013, la société exploitant l'Exposition annonce qu'elle a retenu Disney Italia pour concevoir la mascotte. Le 15 décembre 2013, Disney dévoile la mascotte d’Expo Milano sur le thème de la nourriture et des 11 fruits et légumes l'accompagnant.

## Site
La localisation de l'Expo 2015 est située à environ 15 kilomètres au nord-ouest de Milan dans les municipalités de Rho et Pero, et couvre une superficie de 1,1 km2. Il jouxte le nouveau parc des expositions Fiera Milano, conçu par Massimiliano Fuksas, dont le projet peut être considéré comme la pierre angulaire du réaménagement urbain de l'ensemble de la région. La zone a longtemps été une zone industrielle avant d'être convertie en services logistiques et municipaux (services de l'agriculture). Le site de la foire et celui de l'Expo seront reliés par un pont piétonnier adjacent à la station de chemin de fer à grande vitesse de Rho-Pero. La piste cyclable initialement prévue n'a finalement jamais été construite et il est impossible d'arriver à vélo. Plusieurs autoroutes ont été construites ou agrandies pour permettre l'accès au site.
La genèse du plan de l'Expo a suivi un processus complexe, qui peut être divisé en trois phases différentes :
- plan initial ;
- plan de concept ;
- plan directeur.

La zone choisie est de forme oblongue avec une longueur totale de près de 3 km. Cette forme a permis d'arriver rapidement à une conception autour d'un axe principal conçu comme un boulevard le long duquel les pavillons sont situés. La conception de piscines et les voies navigables dans et autour de la zone de l'Expo a été un élément de première importance au cours des trois phases.

### Plan initial
Le plan initial a été caractérisé par les principaux éléments suivants :
- Répartition des espaces : 50 % de la surface occupée par des pavillons, 35 % consacrée aux espaces extérieurs autour de chaque pavillon et les 15 % restant étant réservés à un anneau de périmètre vert autour du site ;
- une Piazza Italia et Piazza Expo situées à chaque extrémité du boulevard principal. L'une dominée par le pavillon italien de 7 000 m2 et flanquée d'un second carré surnommé Piazza delle Regioni ;
- un grand lac artificiel entouré par les 20 pavillons représentant les régions italiennes ;
- un amphithéâtre de 12 000 places d'une surface de 9 000 m2 et un auditorium de 6 000 places de 6 000 m2 ;
- des pavillons de pays de trois tailles différentes en fonction des ressources financières de chaque pays participant ;
- trois pavillons collectifs dédiés à trois zones géographiques : Asie, Afrique et Amérique latine / Caraïbes.

Un secteur des services a été prévu près du site principal de l'Expo sur près de 100 hectares avec des hôtels, des parkings, des magasins, un centre de congrès, des espaces verts et un centre d'affaires à la disposition des participants de l'Expo, ainsi qu'un village de l'Expo pour les personnels des pavillons, les bénévoles, le personnel de sécurité et le personnel administratif.
À cette étape, le plan prévoyait également les pavillons thématiques suivants :
- Qu'est-ce que le monde mange ? ;
- Science et conscience ;
- Contes de la terre, de l'air et de l'eau ;
- La spirale de la nourriture ;
- Le droit de bien manger ;
- L'Empire des sens sur la Piazza Italia ;
- Équilibre ;
- L'art de la nourriture.

### Plan de concept
Le plan de concept pour le site de l'Expo 2015 a été présenté le 8 septembre 2009. Il a été conçu par un comité de quatre architectes : Stefano Boeri, Richard Burdett, Mark Rylander et Jacques Herzog.
L'idée principale était de tracer dans la zone deux lignes de démarcation distinctes, deux avenues, une avenue principale et une avenue secondaire représentant l'ancien tracé romain comprenant un cardo et le decumanus. L'idée initiale d'un site « classique » composé d'avenues et de pavillons a été remplacée par l'idée d'une « Expo "lumière" » composée d'espaces d'exposition disposés transversalement par rapport au boulevard principal. Les espaces d'exposition sont totalement identiques pour chaque pays et permettent de recréer le « cycle de la nourriture » typique de chaque nation, de la production à la consommation. Le centre de l'avenue est occupé par une table en face des pavillons de chaque pays se prolongeant sur toute la longueur du site. Cet espace permettrait aux visiteurs de déguster les aliments nationaux. La zone entière serait couverte par de grandes structures de toile symbolisant un marché mondial.
Une deuxième idée était de construire de grandes serres bioclimatiques sur le site afin de reproduire les principaux types d'environnement ou biotopes de la planète. Ceux-ci serviraient à la fois de pavillons thématiques et de lieux pour la production de denrées alimentaires de base utilisées dans les pavillons des différents pays. Chaque pays serait également en mesure d'avoir une serre dédiée au sein de son domaine spécifique d'exposition.
Dans cette deuxième version du site de l'Expo, l'eau demeure un élément important, mais a été déplacée vers l'extérieur, non plus dans des canaux traversant les pavillons, mais comme un grand canal navigable entourant le site de l'Expo. Un grand lac a également été inclus dans la conception.
Les éléments caractéristiques supplémentaires intègrent :
- un grand amphithéâtre creusé ainsi qu'une colline situés de part et d'autre du boulevard ;
- l'installation du village de l'Expo de l'autre côté du canal encerclant le site ;
- le réaménagement de l'immeuble du service des postes en tant que centre pour le développement durable.

### Plan final
Le plan final pour le site de l'Expo a été livré au BIE lors de la cérémonie d'inscription de l'Expo 2015 de Milan à Paris le 30 avril 2010.
Le plan final qui a été soumis au BIE pour approbation a été coordonné par Stefano Boeri. Le plan reprend les éléments du plan de concept en l'adaptant aux normes d'exposition plus classiques d'événements de ce type :
- L'idée de fournir des surfaces identiques pour chaque pays exposant est abandonnée. Chacun aura la possibilité de louer des surfaces allant de 400  à   6 000 m2 ;
- Les zones constructibles sont réduites à 30 % de la superficie attribuée à chaque exposant ;
- Le grand canal navigable autour de la zone est maintenu ;
- La toiture de la tente est maintenue uniquement le long des axes principaux du cardo et du decumanus ;
- Les serres seront concentrées dans une seule zone de 50 000 m2 ;
- Le bassin circulaire présenté dans le plan concept se transforme en un théâtre sur l'eau, avec des spectacles sur une scène placée au centre ;
- Le nouveau plan comprend, à chaque extrémité de la place, le grand amphithéâtre en plein air et la colline verte créée avec la terre provenant de l'excavation de l'amphithéâtre ;

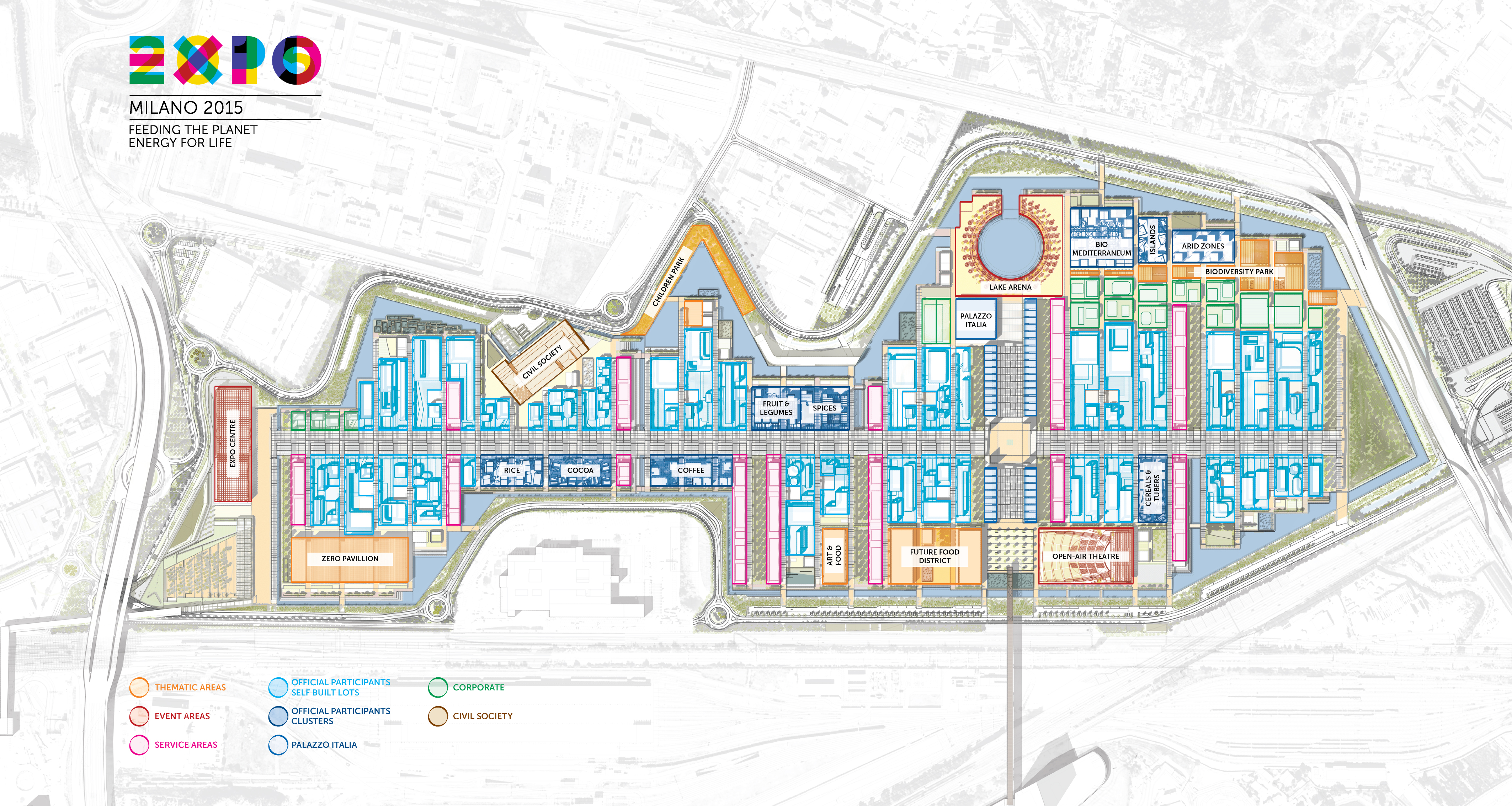
Plan de l'Expo.

- Un auditorium est aussi intégré.

### Technologie
Expo 2015 est la première « Expo numérique » : Cisco est le nouveau partenaire technologique de la manifestation milanaise. Il a construit sur le site, dès 2013, un réseau Internet Protocol de nouvelle génération et une infrastructure capillaire WI-Fi à Accès à Internet à très haut débit.
Les autres partenaires italiens de l'expo 2015 sont : Enel pour l'énergie intelligente et les solutions en éclairage, Telecom Italia pour la connectivité intégrée, Selex ES pour l’électronique de sécurité et Intesa Sanpaolo pour les activités bancaires.
L'expo 2015 est entièrement gérée (contrôle d'accès, automatismes, gestion des flux, éclairage) par les équipes de la société Came, qui a investi près de 30 millions d'euros[réf. nécessaire].

## Controverse

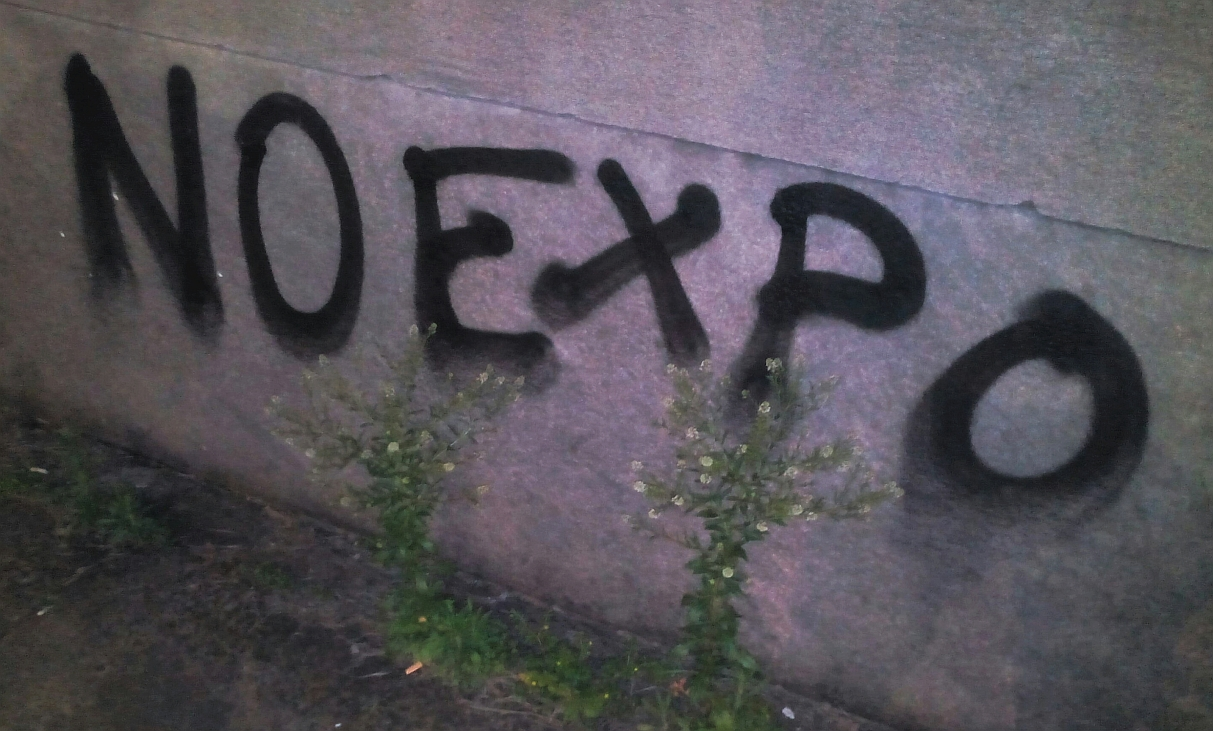
NO EXPO : graffiti à Turin.

Début 2014, est mise au jour une structure relevant du crime organisé, qui fournissait des contrats de construction pour les bâtiments de l'Exposition en échange de rétributions financières, et impliquait industriels et anciens responsables politiques, comme le communiste Primo Greganti. La justice ouvre alors une enquête et fait arrêter plusieurs intermédiaires jugés douteux.

## Participants
Les participants à l'Expo comprennent 145 pays, 3 organisations internationales, plusieurs organisations de la société civile, plusieurs sociétés et organisations non-gouvernementales (ONG). Les participants sont hébergés au sein de pavillons individuels ou dans des zones thématiques (clusters).
| Pays | Pays     | Pays     | Pays     |
| Amérique | Amérique | Amérique | Amérique |
| --- | -------- | -------- | -------- |
| - Argentine - Barbade - Belize - Bolivie - Brésil - Chili - Colombie - Cuba - Dominique - Équateur - Salvador - Grenade - Guatemala - Guyana - Haïti - Mexique - République dominicaine - Sainte-Lucie - Saint-Vincent-et-les-Grenadines - États-Unis - Suriname - Uruguay - Venezuela |          |          |          |
| Afrique |          |          |          |
| - Algérie - Angola - Bénin - Burundi - Cameroun - Comores - Côte d'Ivoire - Égypte - Érythrée - Éthiopie - Gabon - Gambie - Ghana - Djibouti - Guinée - Guinée-Bissau - Guinée équatoriale - Kenya - Liberia - Madagascar - Mali - Maroc - Mauritanie - Mozambique - Ouganda - République du Congo - République démocratique du Congo - Rwanda - Sao Tomé-et-Principe - Sénégal - Sierra Leone - Somalie - Soudan - Tanzanie - Togo - Tunisie - Zambie - Zimbabwe |          |          |          |
| Asie |          |          |          |
| - Afghanistan - Bahreïn - Bangladesh - Birmanie - Brunei - Cambodge - Chine - Corée du Nord - Corée du Sud - Émirats arabes unis - Japon - Jordanie - Inde - Indonésie - Iran - Israël - Kazakhstan - Kirghizistan - Koweït - Laos - Liban - Maldives - Malaisie - Népal - Oman - Ouzbékistan - Palestine - Qatar - Sri Lanka - Thaïlande - Timor oriental - Turkménistan - Vietnam - Yémen                                                                       |          |          |          |
| Europe |          |          |          |
| - Albanie - Allemagne - Autriche - Azerbaïdjan - Belgique - Biélorussie - Espagne - Estonie - France - Grèce - Hongrie - Irlande - Italie - Lituanie - Malte - Moldavie - Monaco - Monténégro - Pays-Bas - Pologne - Tchéquie - Royaume-Uni - Roumanie - Russie - Saint-Marin - Serbie - Slovaquie - Slovénie - Suisse - Turquie - Ukraine - Vatican |          |          |          |
| Océanie |          |          |          |
| - Îles Marshall - Kiribati - Nauru - Niue - Papouasie-Nouvelle-Guinée - Îles Salomon - Samoa - Tonga - Tuvalu - Vanuatu |          |          |          |
| Organisations |          |          |          |
| - Communauté caribéenne - Commission européenne - Forum des îles du Pacifique - ONU |          |          |          |
| Régions et villes italiennes |          |          |          |
| - Abruzzes - Basilicate - Haut-Adige - Trente - Émilie-Romagne - Ligurie - Vallée d'Aoste |          |          |          |
| Participants non-officiels |          |          |          |
| - ActionAid - Amity University - Andrea Bocelli Foundation - Associazone Mondiale degli Agronomi - Caritas Italiana - Cesvi/Alliance 2015 - Don Bosco Network - ESO/ONDA - Fairtrade International - Fondazione Triulza - Kip - International School - Lions Clubs - Oxfam - Save the Children - Slow Food - Veneranda Fabbrica del Duomo - World Expo Museum - WWF                                                                                               |          |          |          |
| Entreprises |          |          |          |
| - Alessandro Rosso - Joomoo - Alitalia Etihad Airways - Birra Moretti - Algida (Miko) - China Corporate United - Coca-Cola - Corriere della Sera - Distretti Cioccolato - Eataly - Enel - Federalimentare - Cibus è Italia - Franciacorta - Illycaffè - Intesa Sanpaolo - Ferrero - Kinder + Sport - Lindt - McDonald's - New Holland - Perugina - Technogym - TIM - USA – Food Truck Nation - Vanke                                                              |          |          |          |

### Clusters
Afin de permettre à certains pays ne pouvant pas engager de gros moyens financiers, des clusters (groupes) thématiques ont été créés. Ils sont au nombre de 9.
Pour la première fois, les clusters sont définis par thématique et non par situation géographique.

#### Clusterzonesarides(Agriculture et nutrition dans les régions arides)
avec : Djibouti, l’Érythrée, la Jordanie, le Mali, la Mauritanie, la Palestine, le Sénégal, la Somalie.

#### Clusterzoneméditerranéenne(Bio-méditerranéen: santé, beauté et harmonie)
avec : l'Albanie, l'Algérie, l’Égypte, la Grèce, le Liban, Malte, le Monténégro, Saint-Marin, la Serbie, la Tunisie.

#### Clustercafé(Café – Le moteur à idées)
avec : le Burundi, El Salvador, l’Éthiopie, le Guatemala, le Kenya, l'Ouganda, la République dominicaine, le Rwanda, le Timor Leste, le Yémen.
L'entreprise Illy avait également un stand où elle proposait du café, torréfié sur place, d'un des pays du cluster différent chaque jour.

#### Clustercacaoetchocolat(Cacao et Chocolat – La nourriture des Dieux)
avec : le Cameroun, la Côte d'Ivoire, Cuba, le Gabon, le Ghana, Sao Tomé-et-Principe.

#### Clusterriz(Riz – Abondance et Sécurité)
avec : le Bangladesh, la Birmanie (Myanmar), le Cambodge, le Laos, la Sierra Leone.
S'ajoute un pavillon « Basmati », présentant le riz en général.

#### Clusterépices(Le monde des Épices)
avec : l’Afghanistan, le Brunei Darussalam, la Tanzanie, le Vanuatu.

#### Clustercéréalesettubercules(Céréales et tubercules – Anciennes et nouvelles cultures)
avec : la Bolivie, le Congo, Haïti, le Mozambique, le Togo, le Venezuela, le Zimbabwe.

#### Clusterfruitsetlégumineuses
avec : le Bénin, la Gambie, la Guinée, la Guinée Équatoriale, le Kirghizistan, l’Ouzbékistan, la République Démocratique du Congo, le Sri Lanka, la Zambie.

#### Clustermer,îleset nourriture
avec : le Cap-Vert, les Comores, la Corée du Nord, la Guinée-Bissau, Madagascar, les Maldives.
La Caricom (Communauté des Caraïbes) avait un pavillon regroupant la Barbade, le Belize, la Dominique, la Grenade, Sainte-Lucie, Saint-Vincent-et-les-Grenadines et le Suriname.

### Pavillons

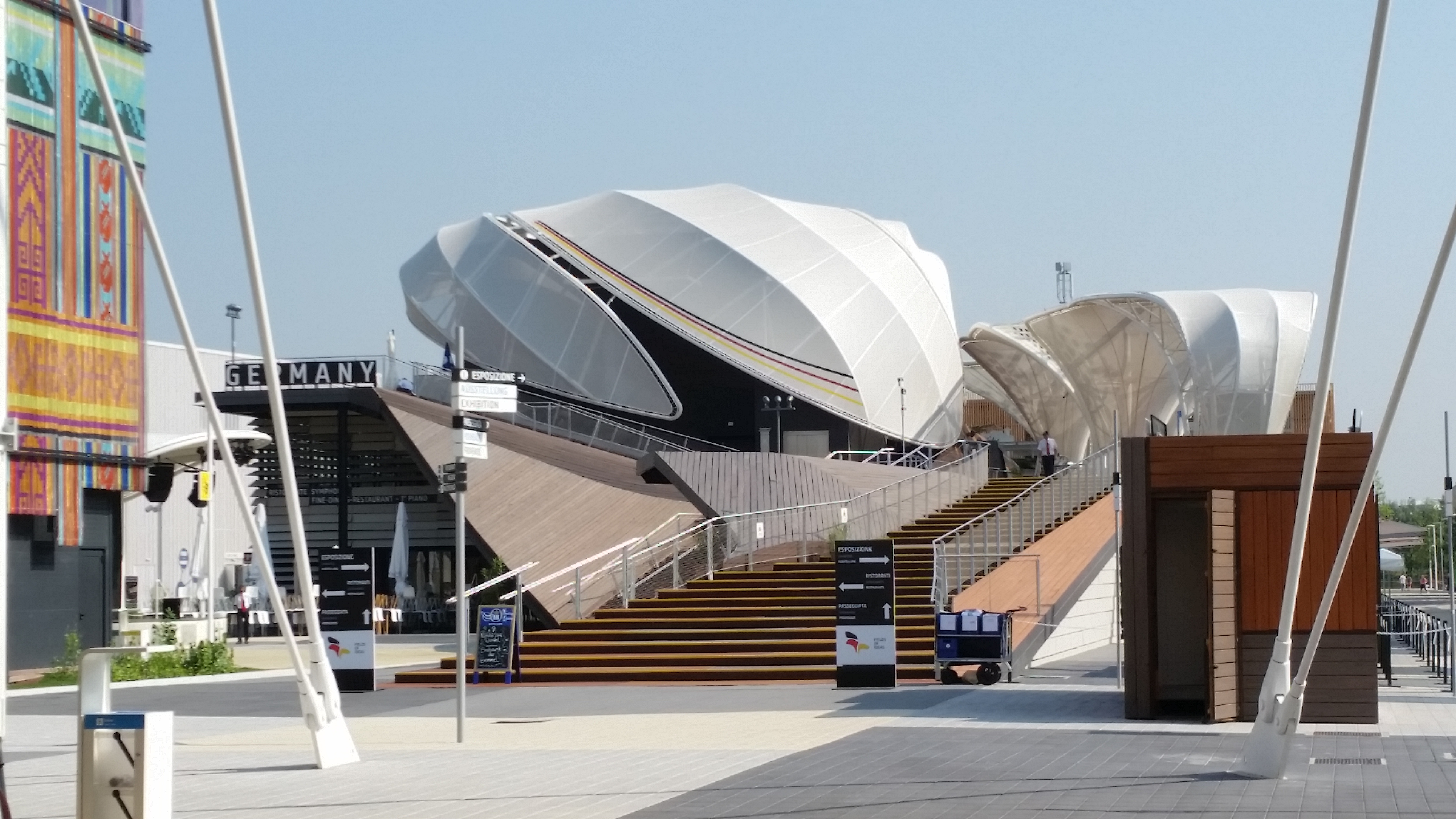
Pavillon de l'Allemagne.
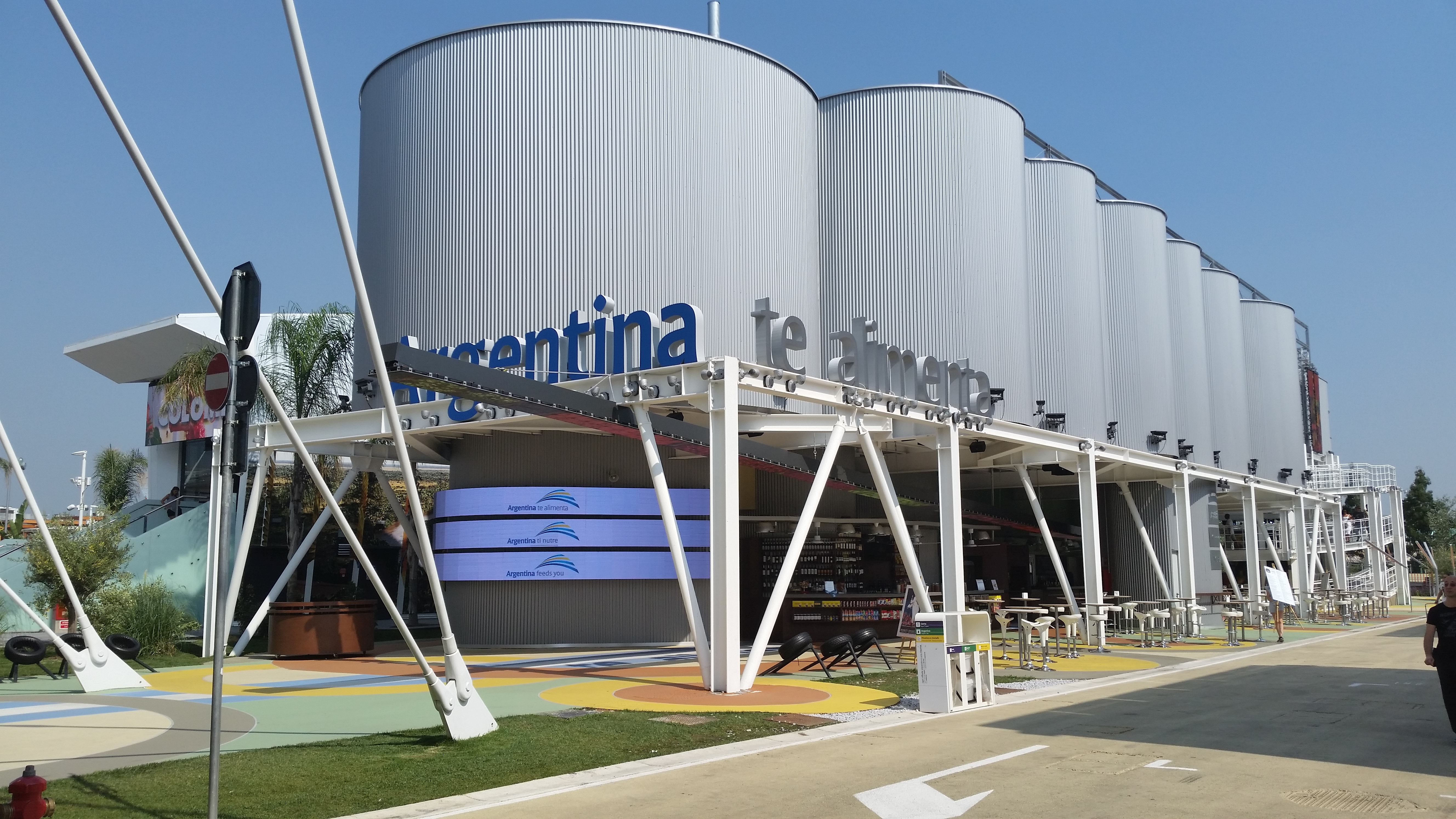
Pavillon de l'Argentine.
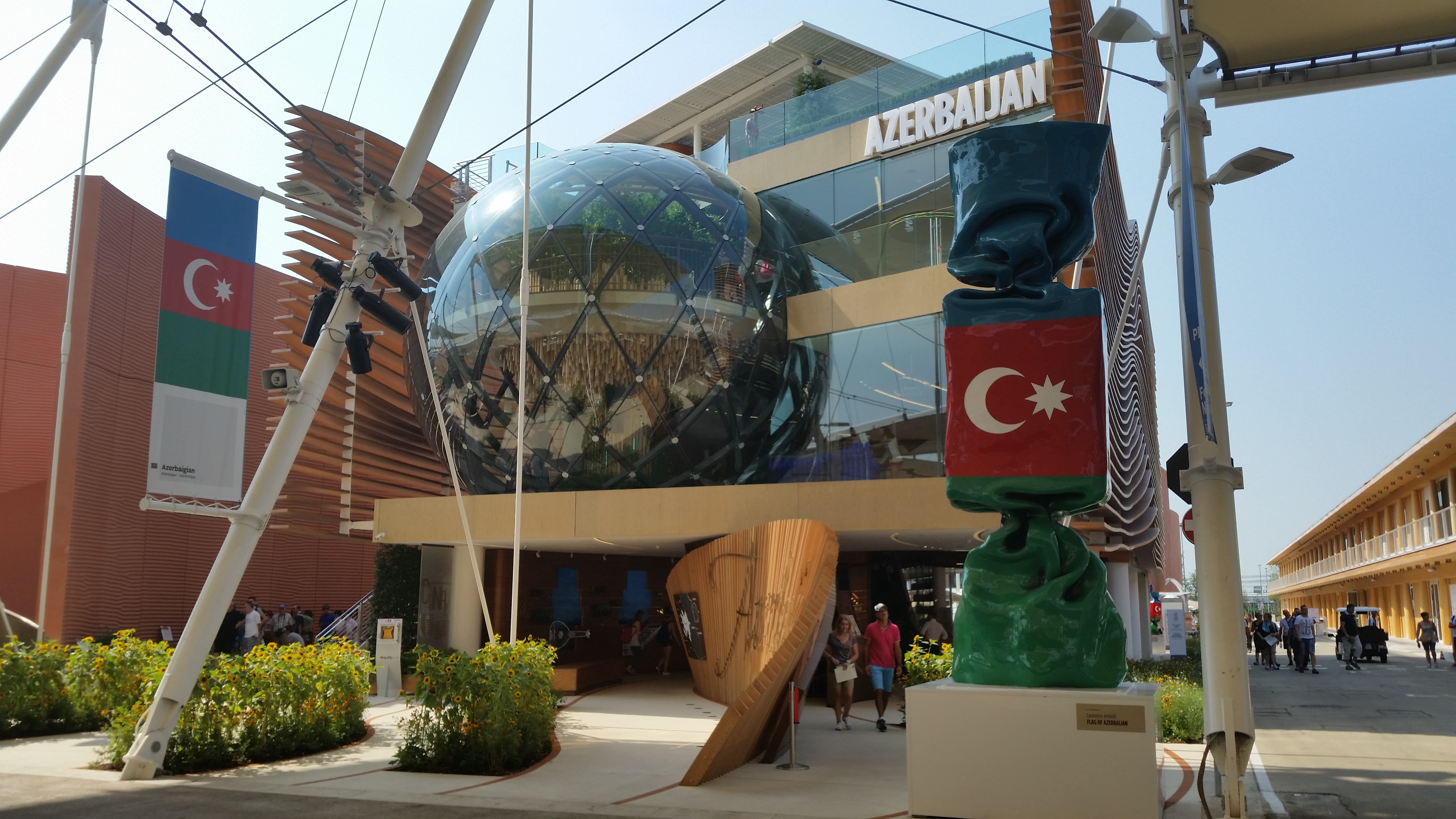
Pavillon de l'Azerbaïdjan.
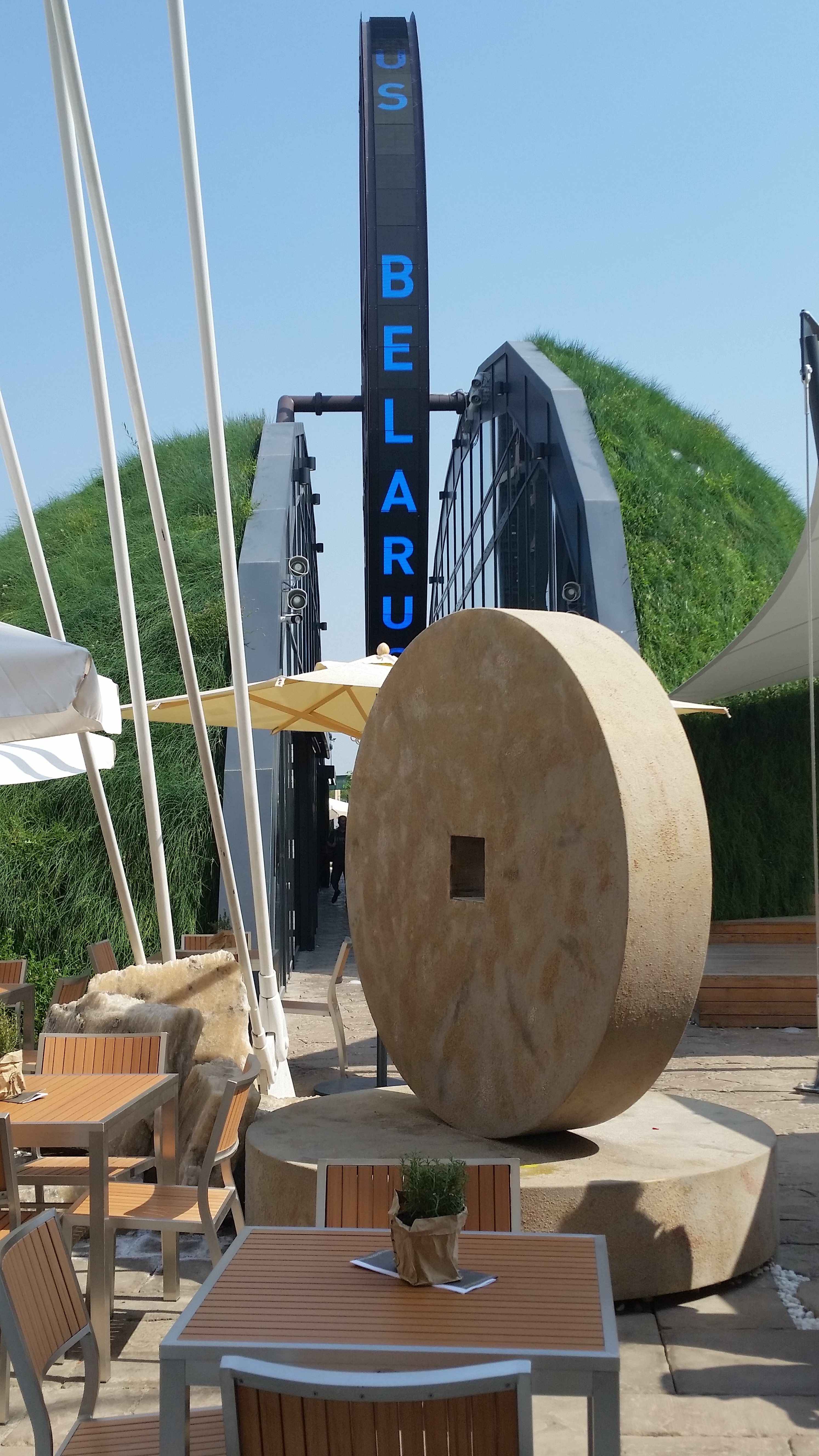
Pavillon de la Biélorussie.
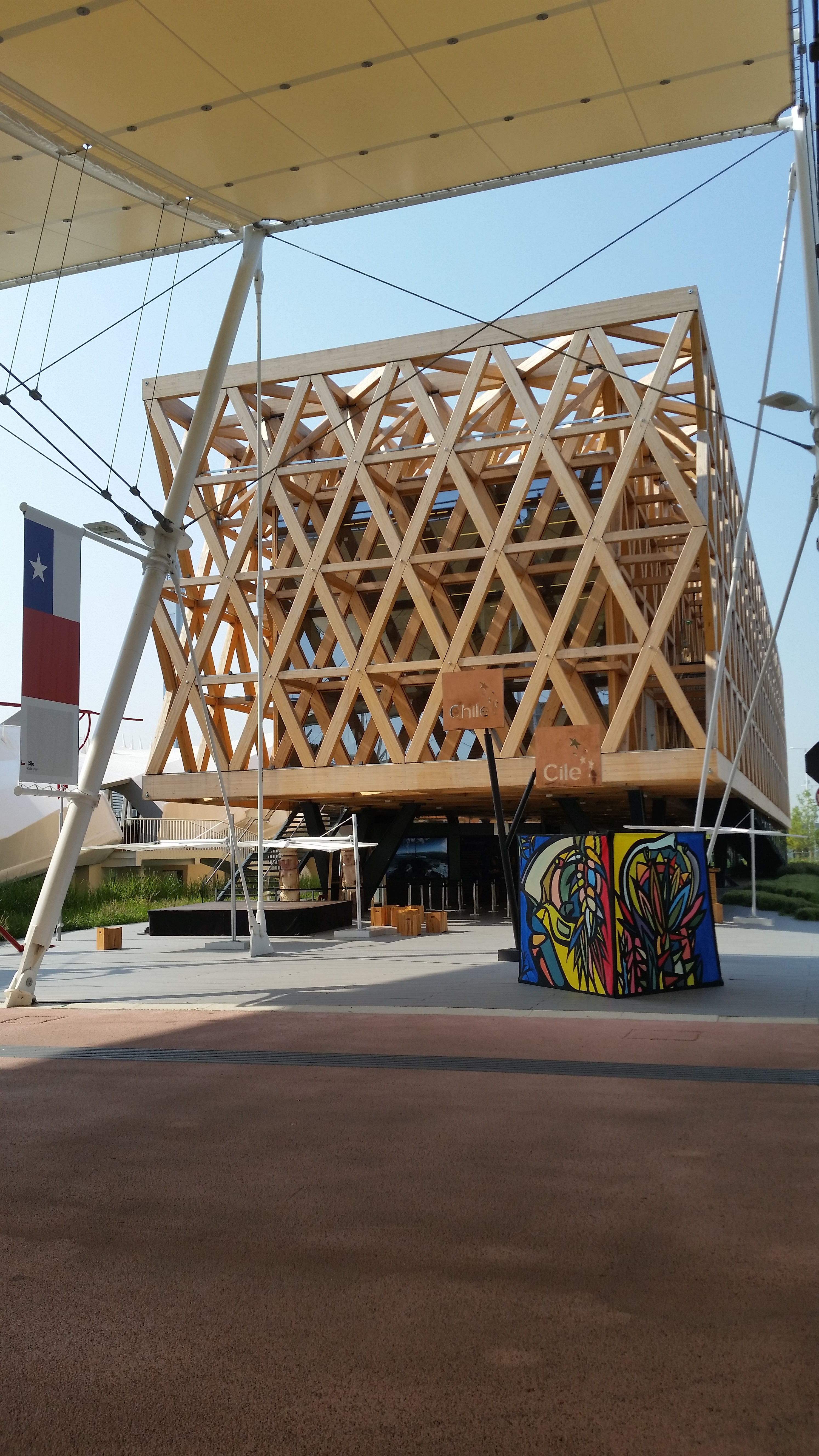
Pavillon du Chili.
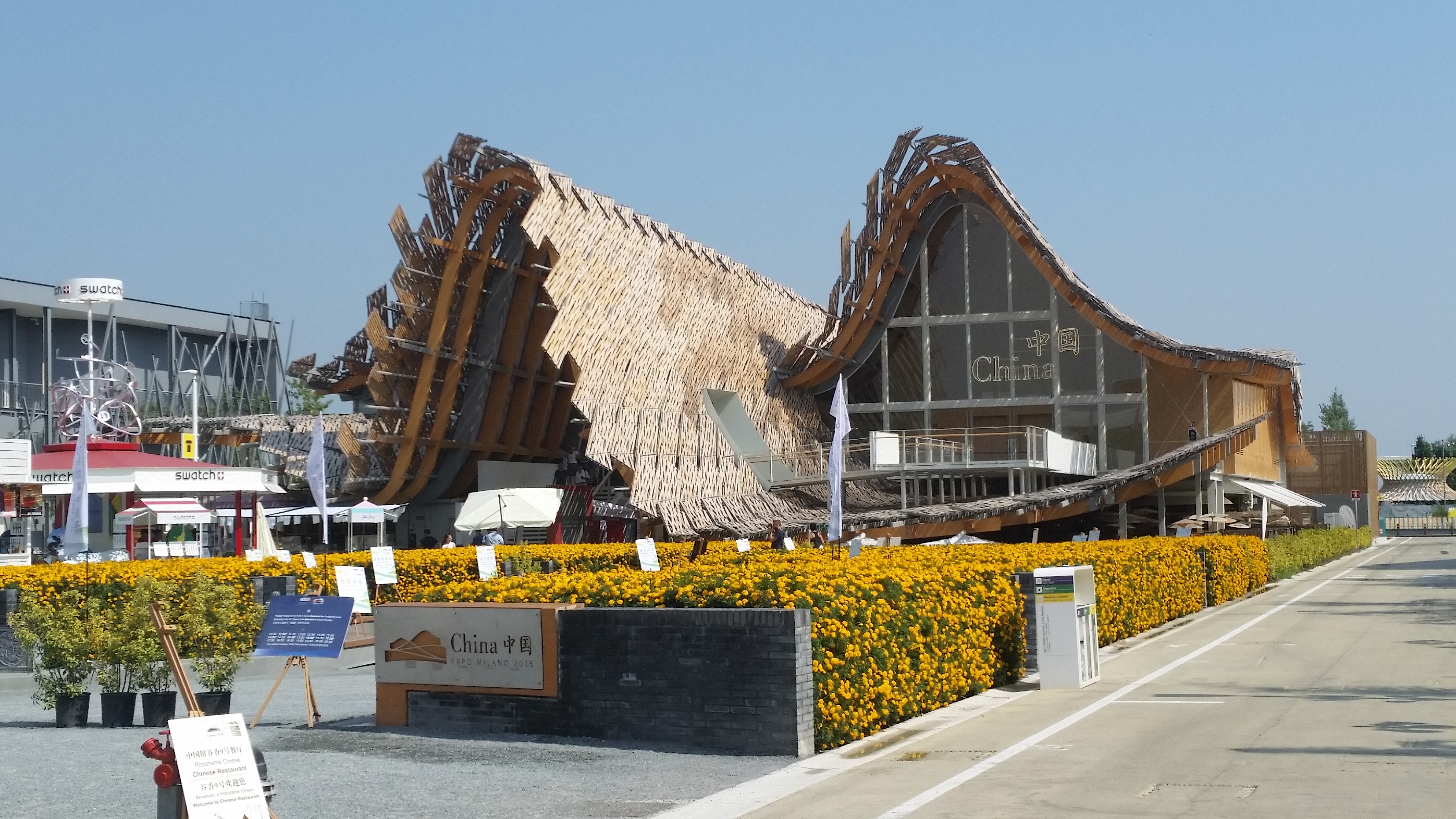
Pavillon de la Chine.
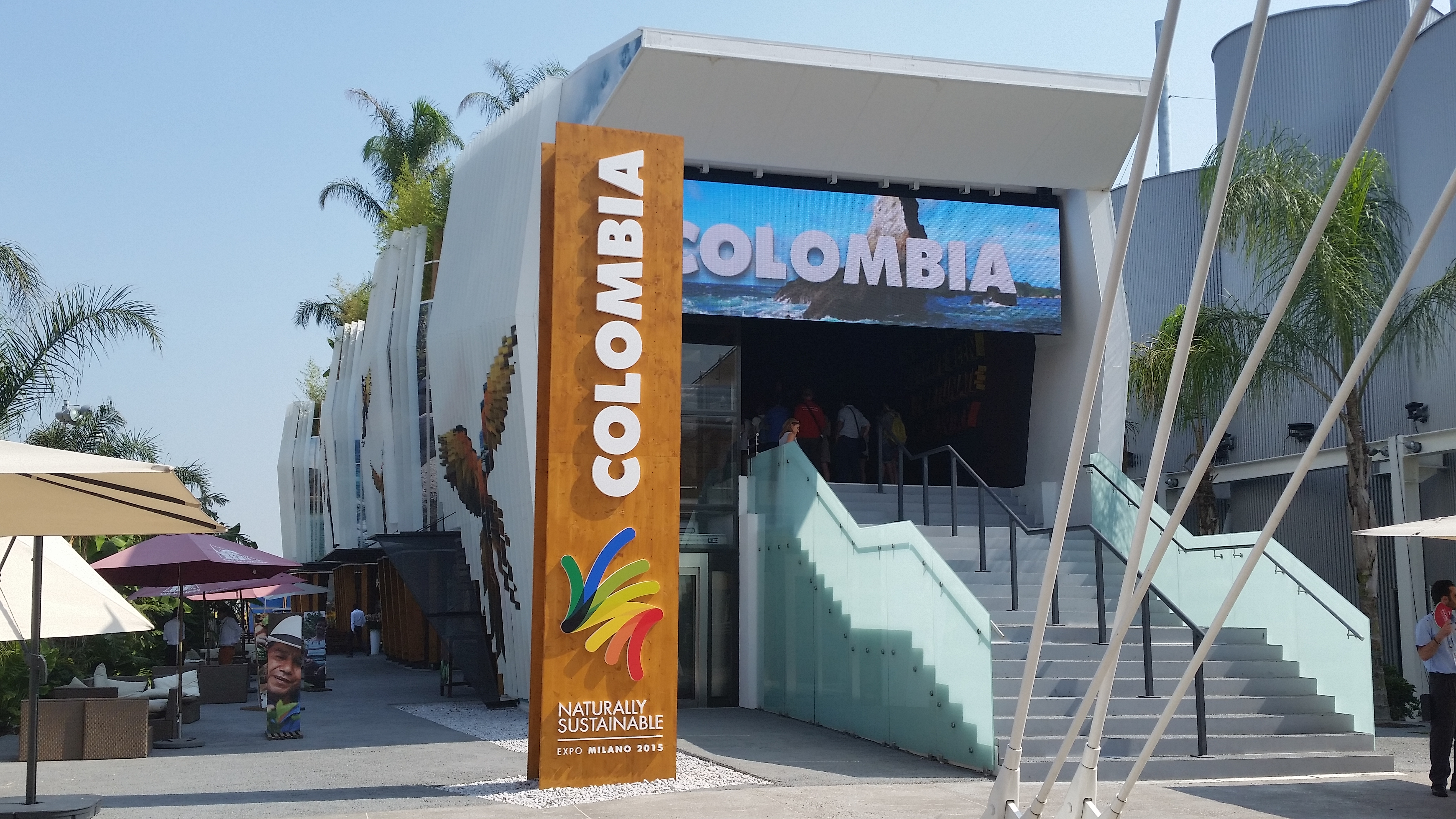
Pavillon de la Colombie.
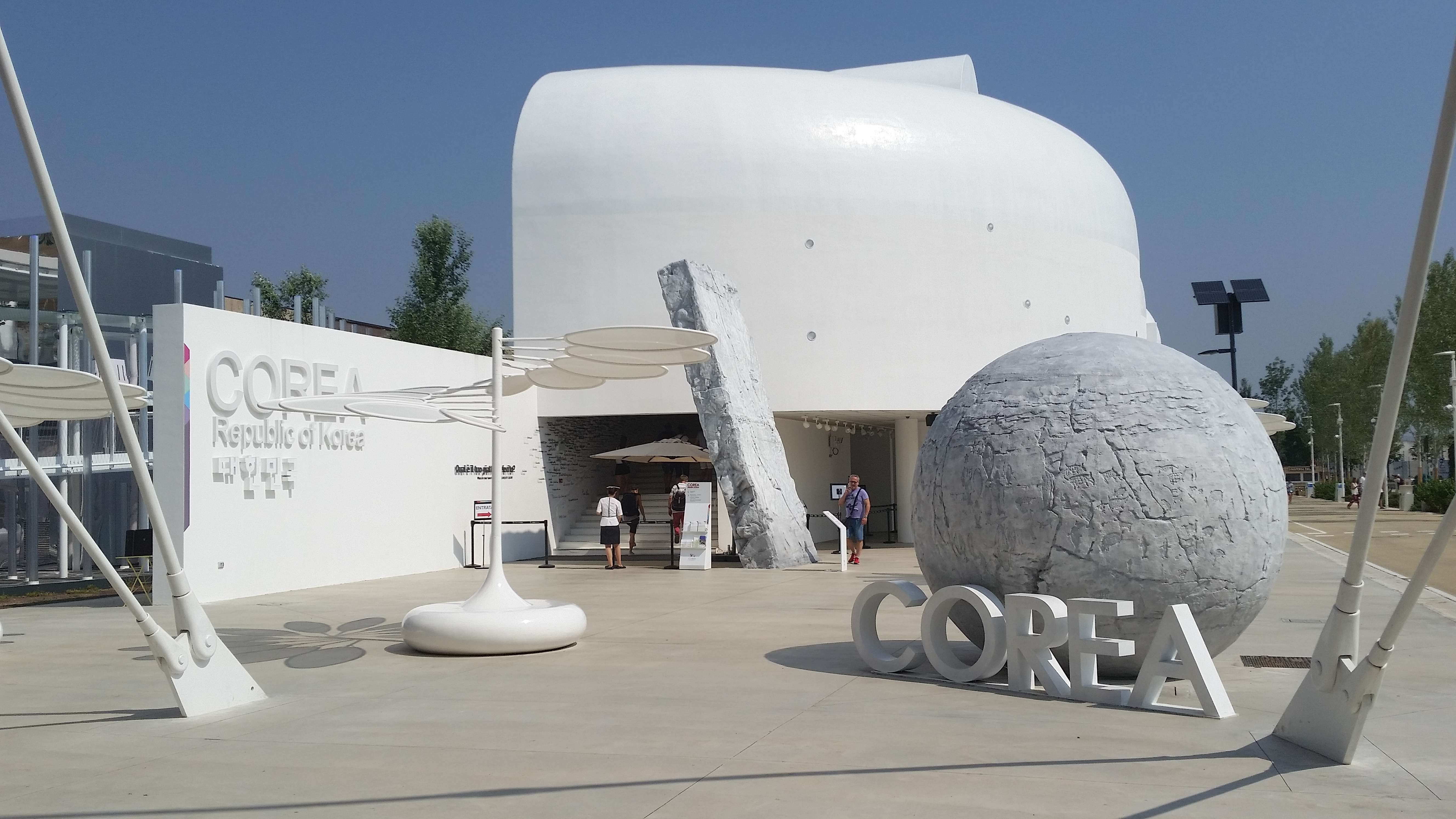
Pavillon de la Corée du Sud.
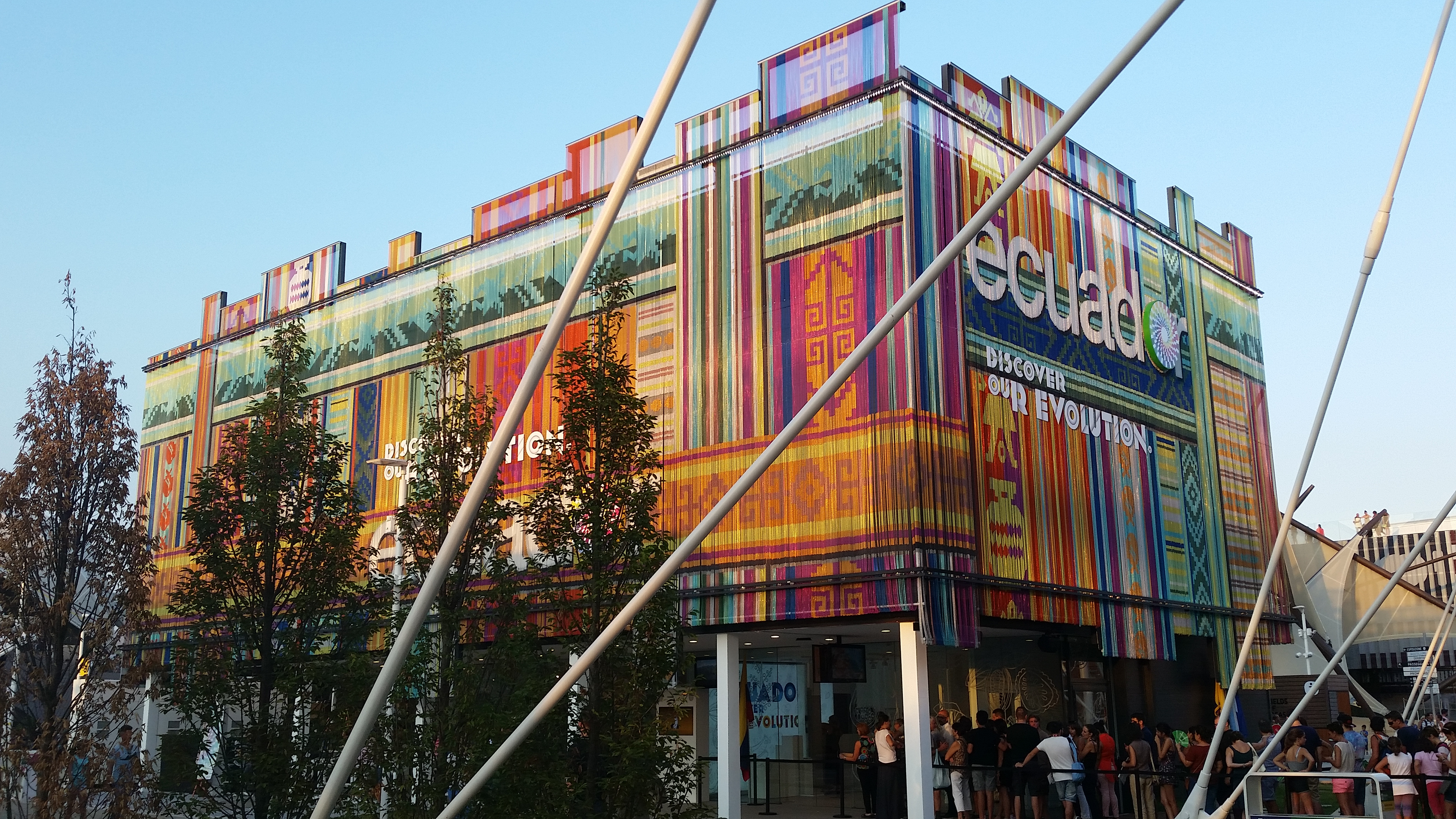
Pavillon de l'Équateur.
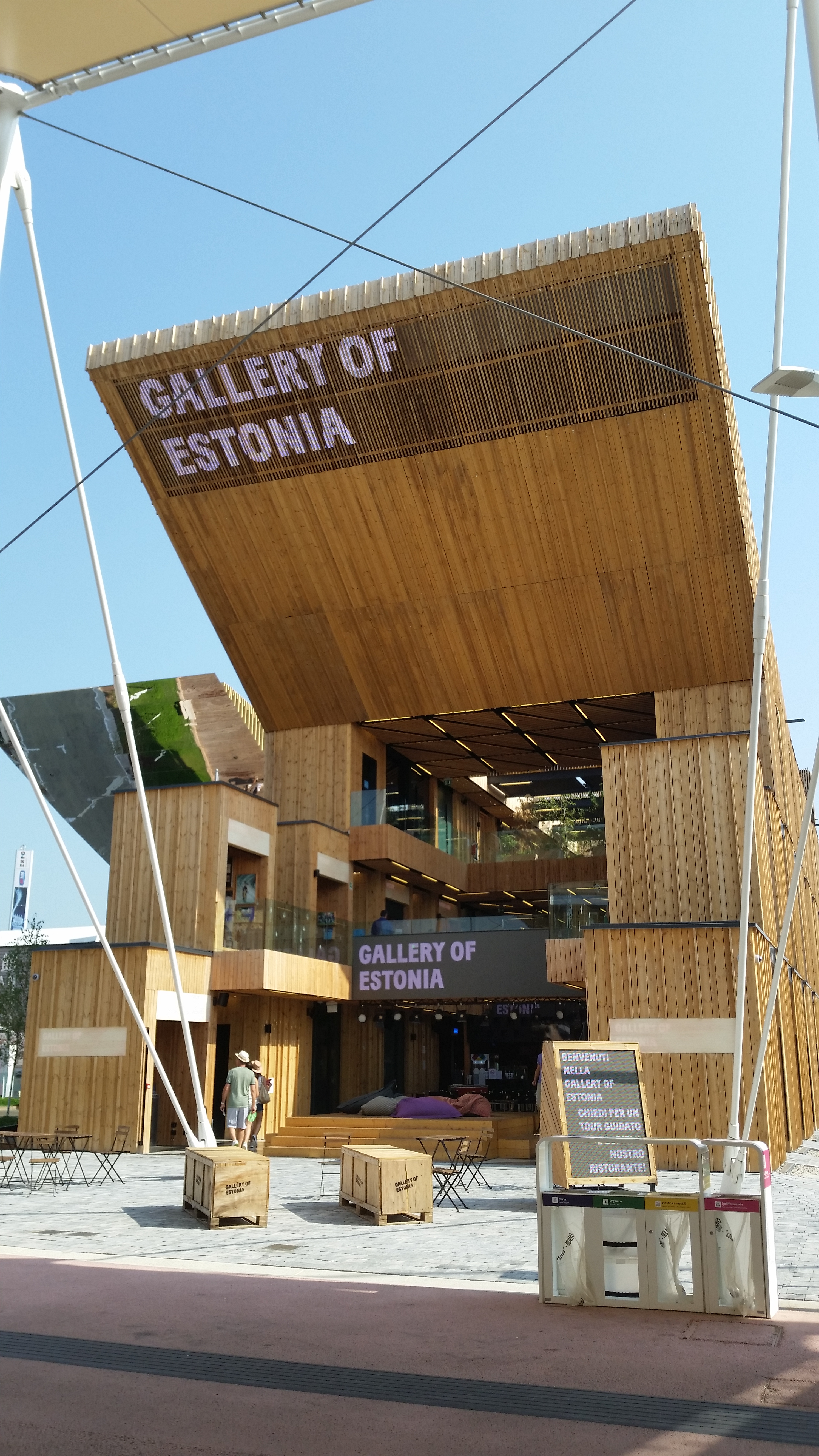
Pavillon de l'Estonie.
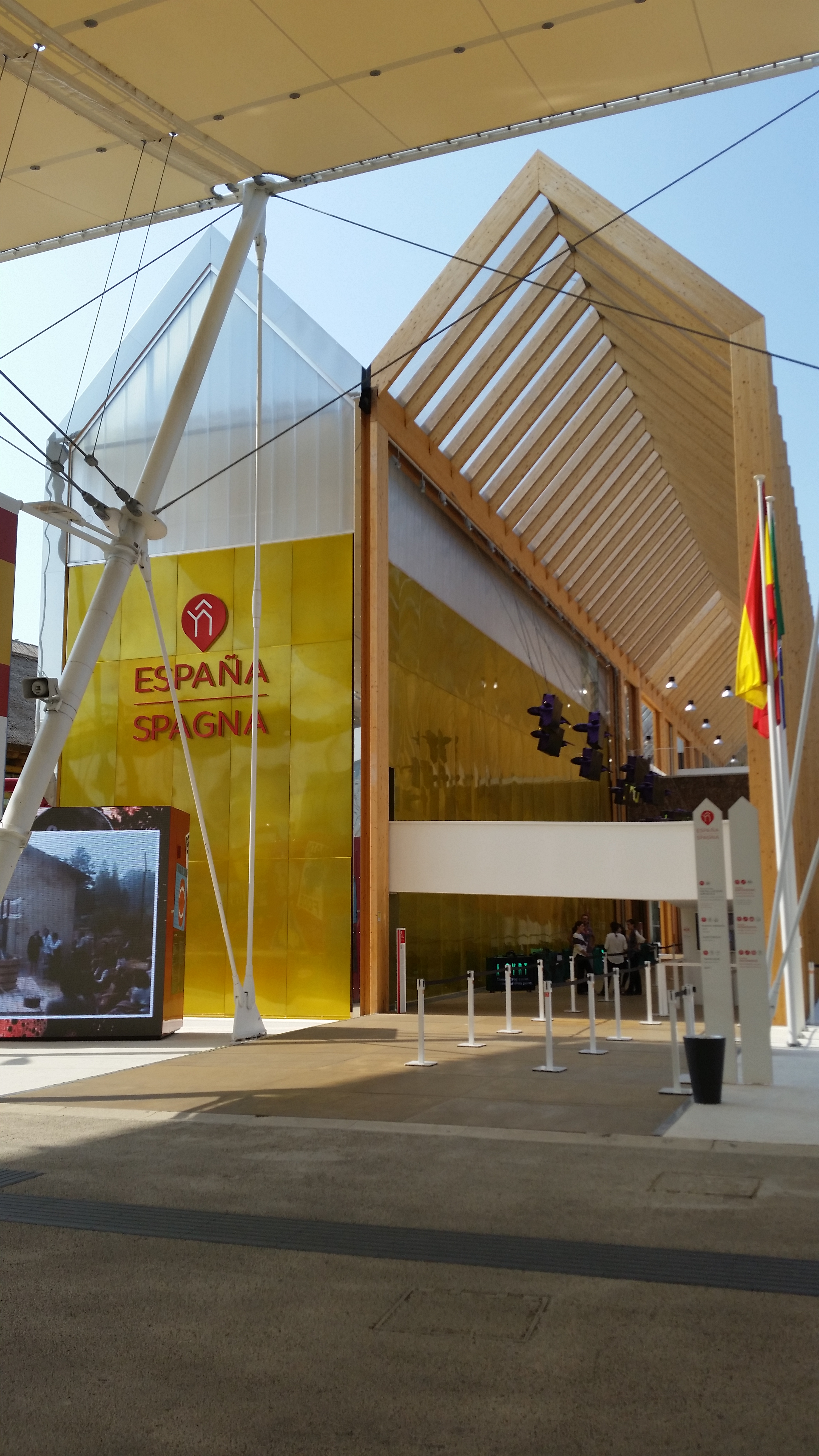
Pavillon de l'Espagne.
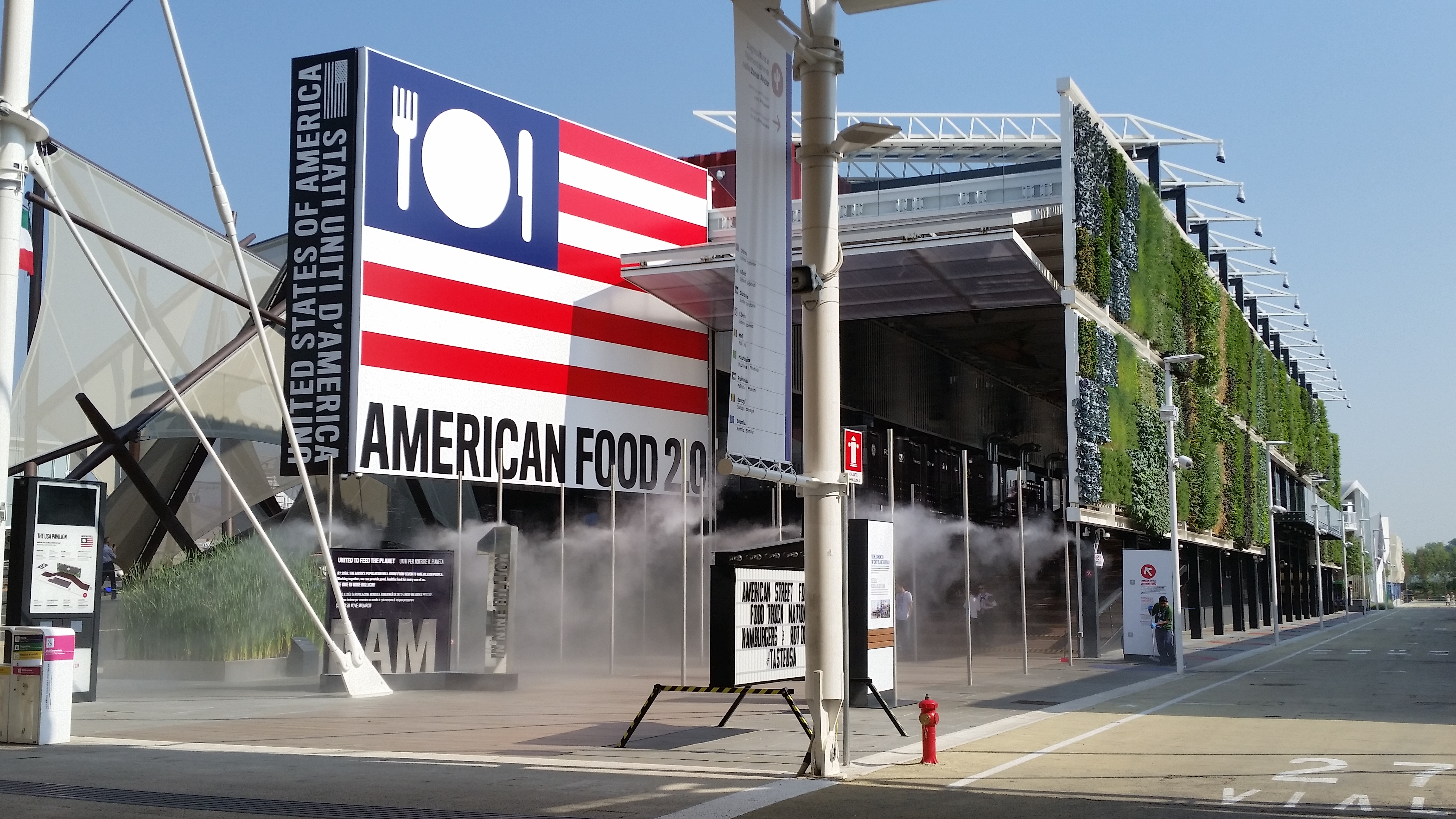
Pavillon des États-Unis d'Amérique.
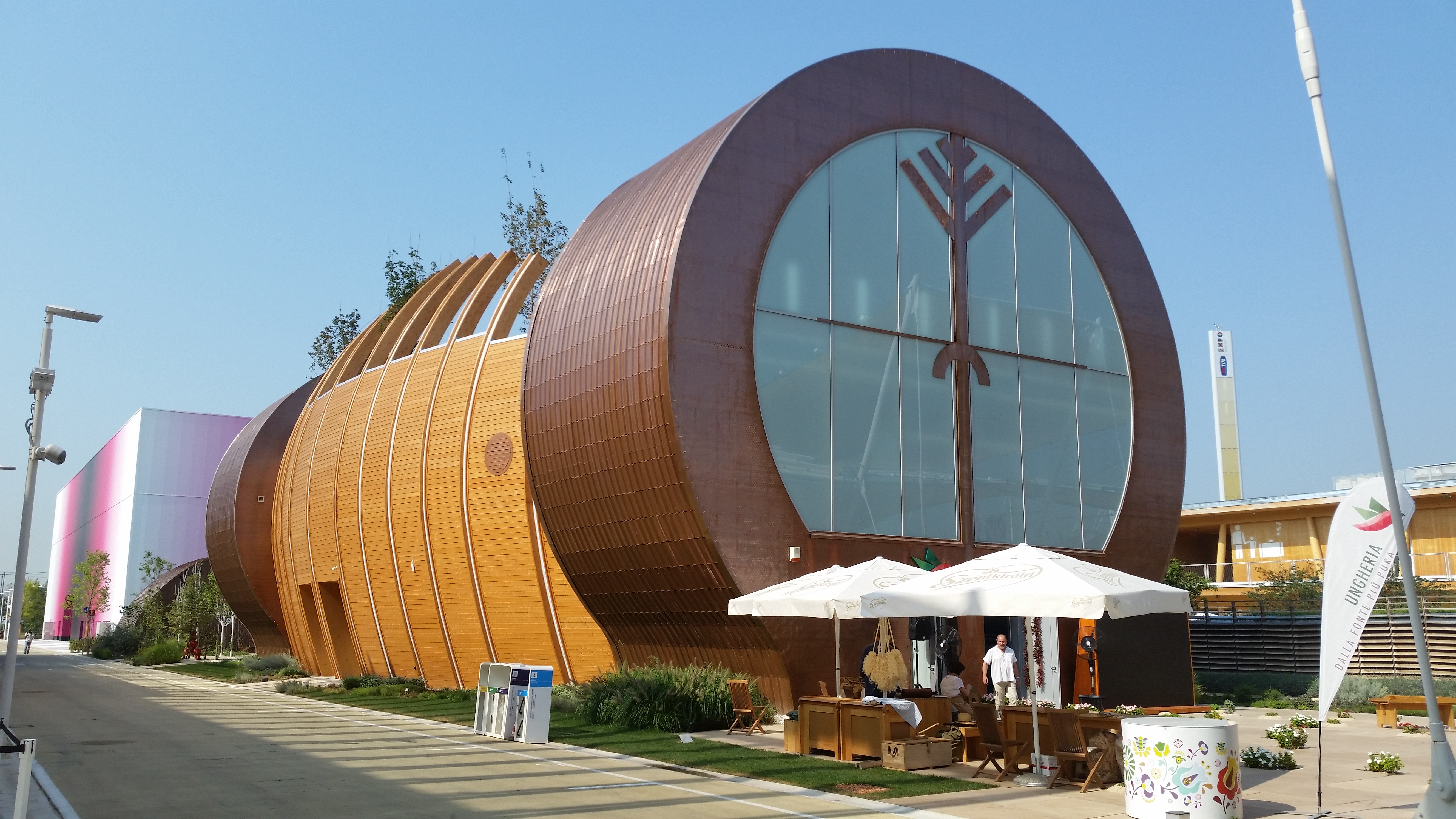
Pavillon de la Hongrie.
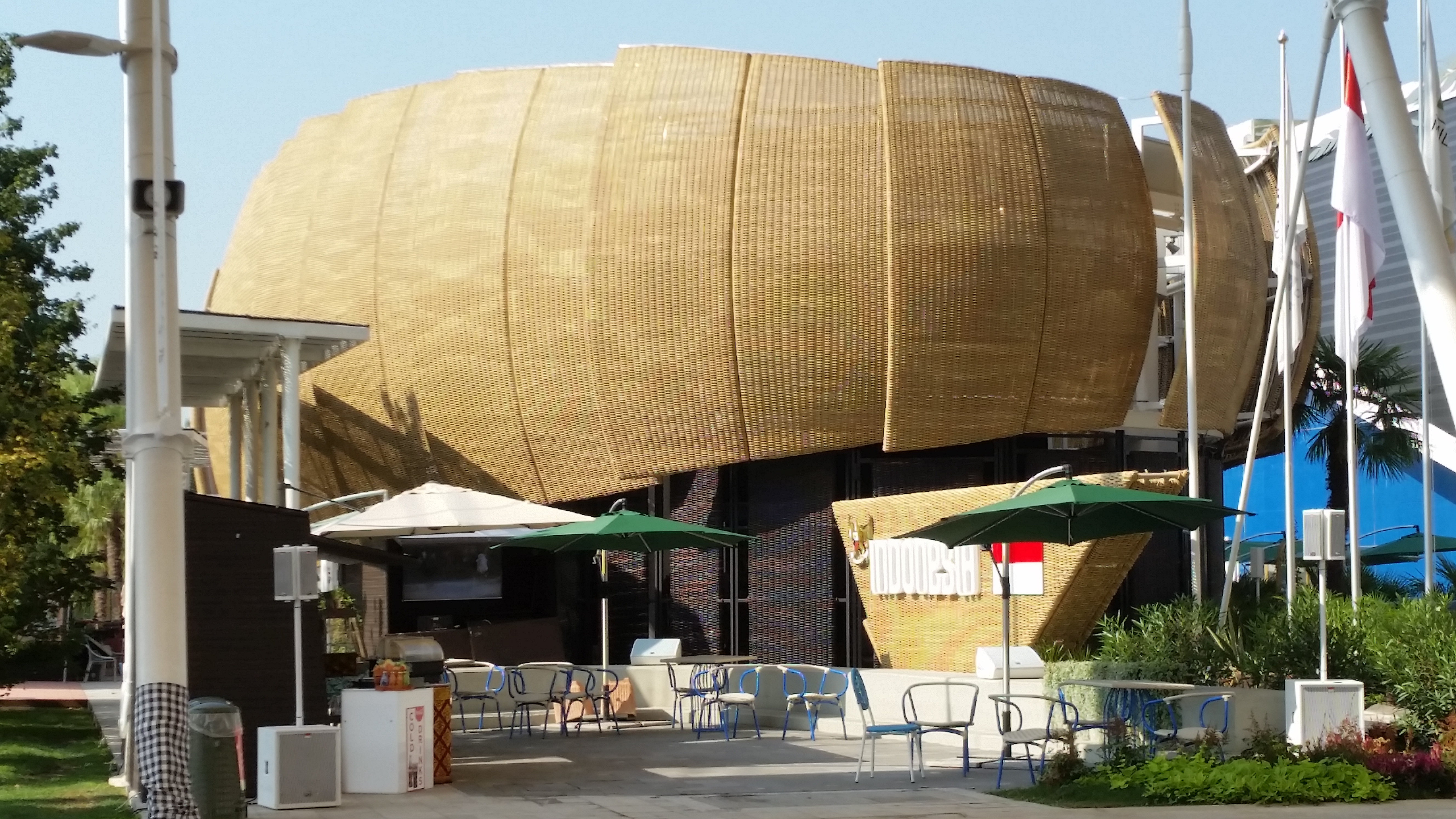
Pavillon de l'Indonésie.
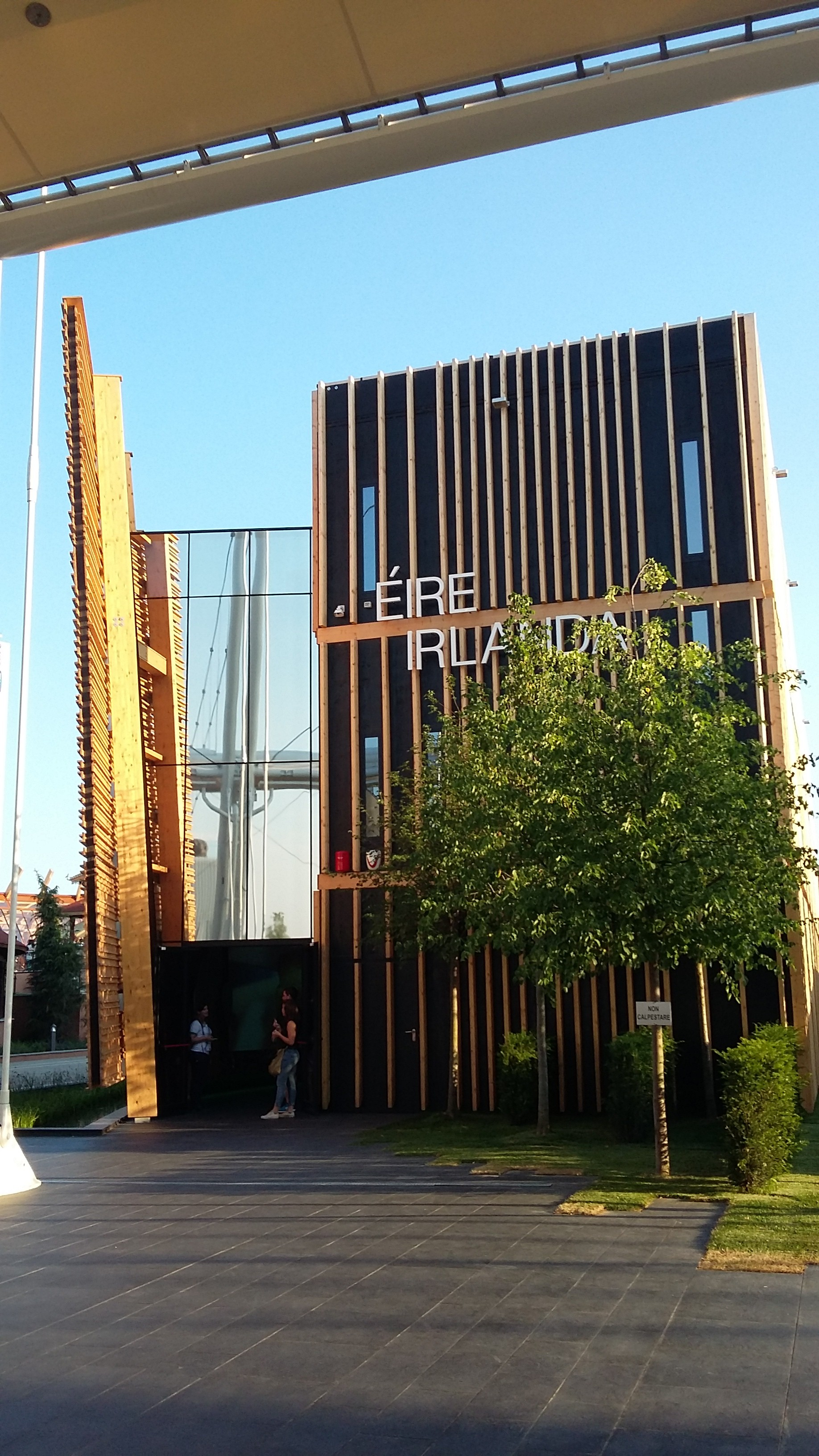
Pavillon de l'Irlande (Eire).
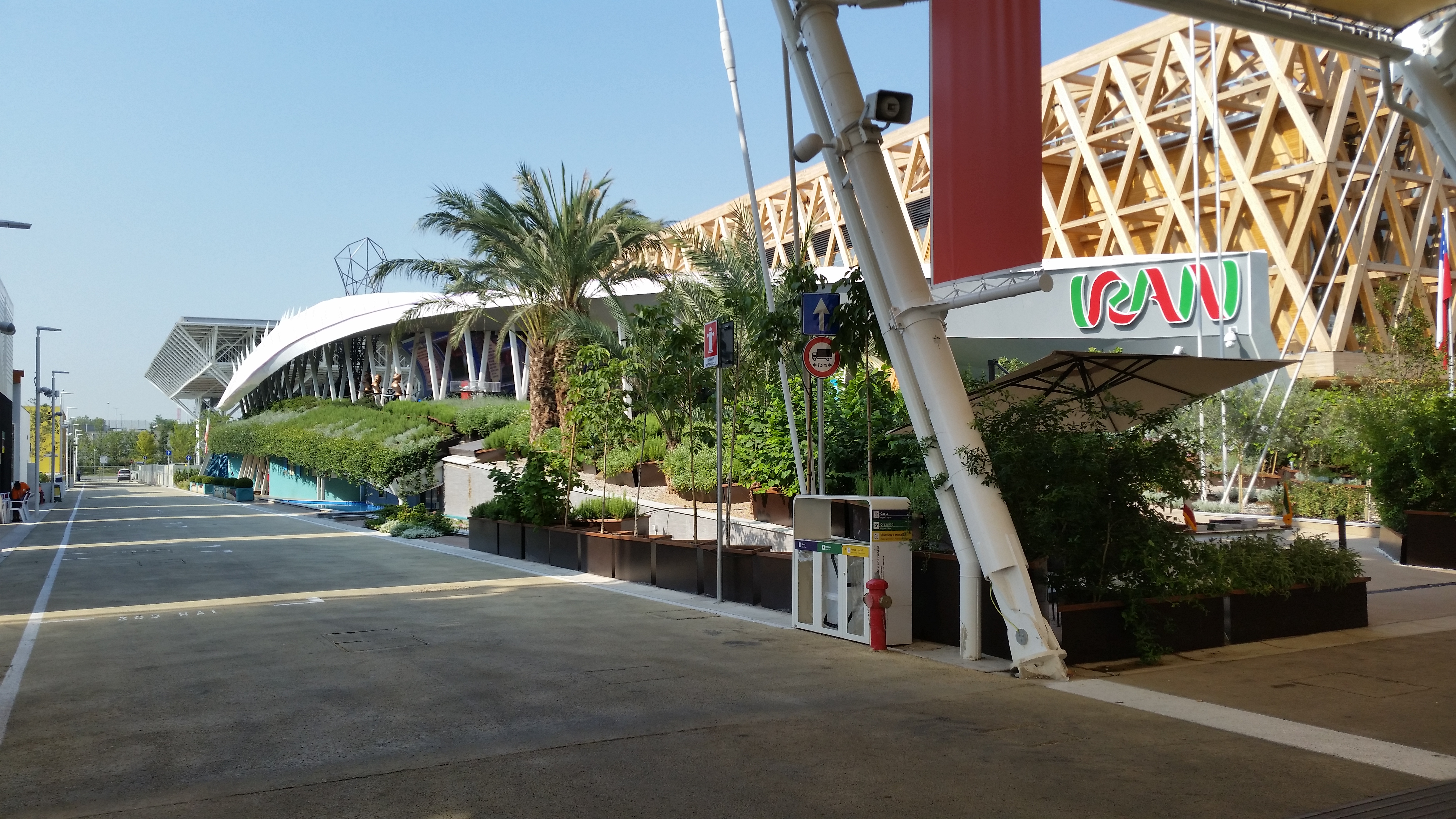
Pavillon de l'Iran.
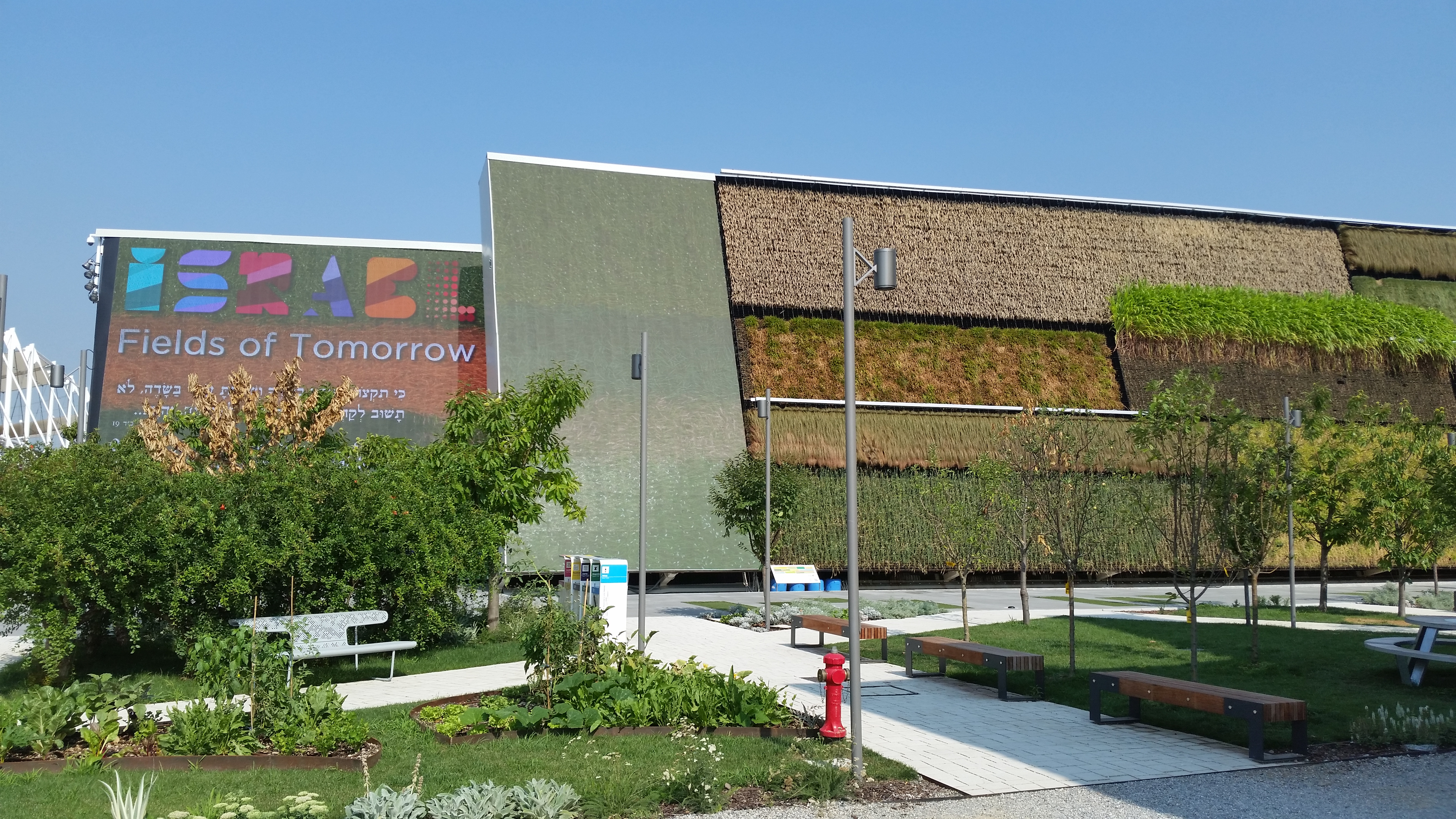
Pavillon d'Israël.
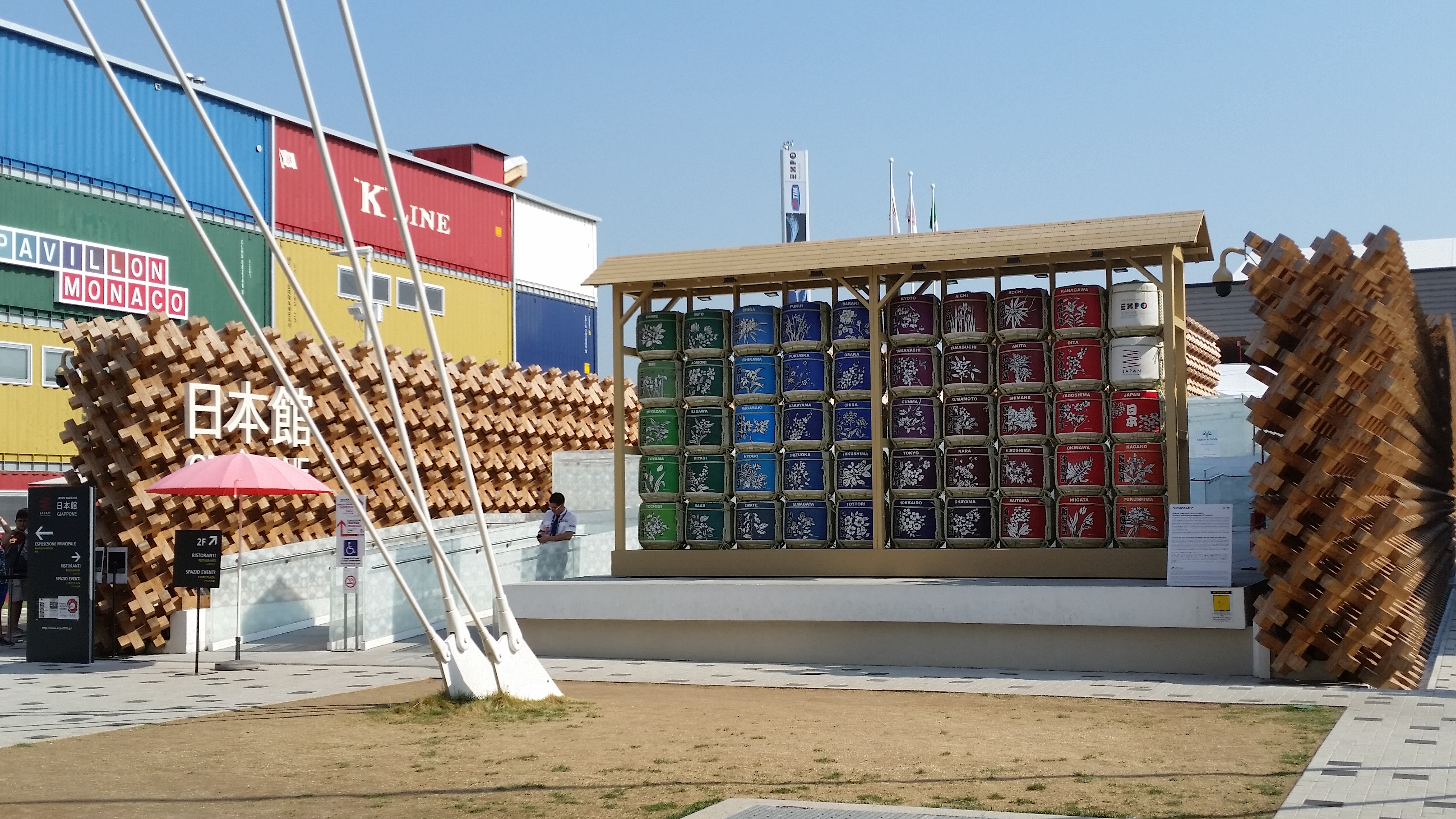
Pavillon du Japon.
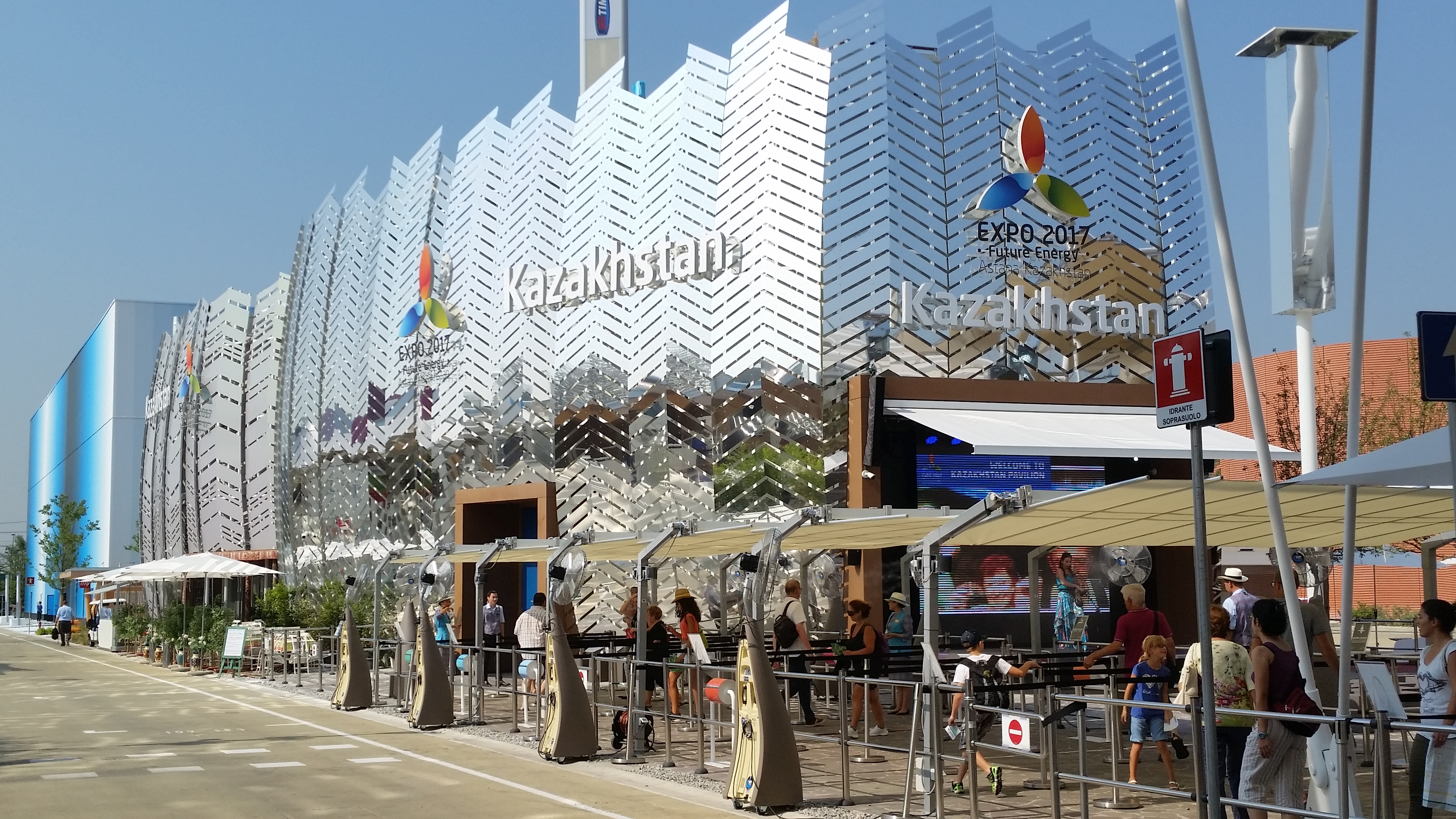
Pavillon du Kazakhstan.
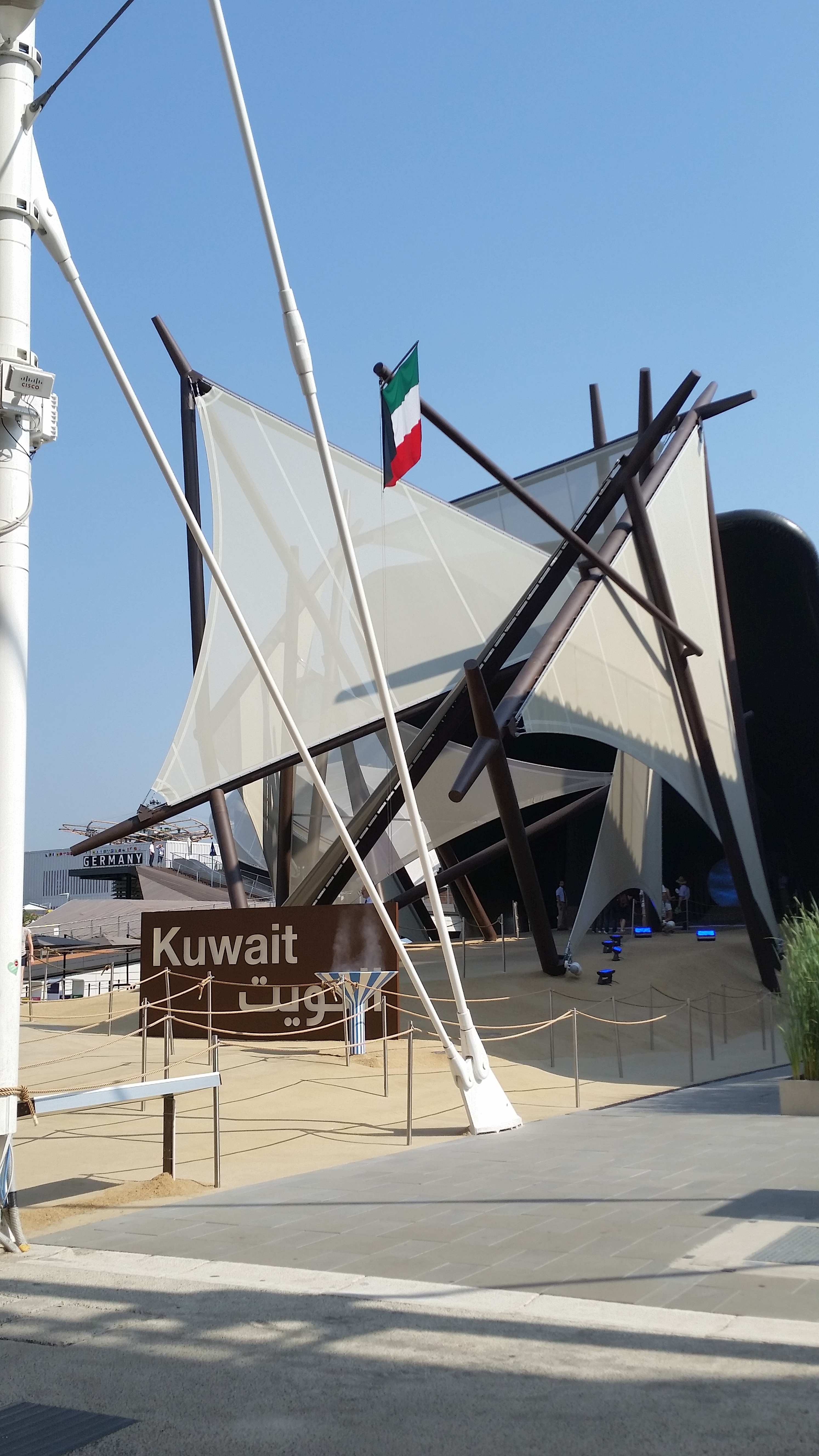
Pavillon du Koweït.
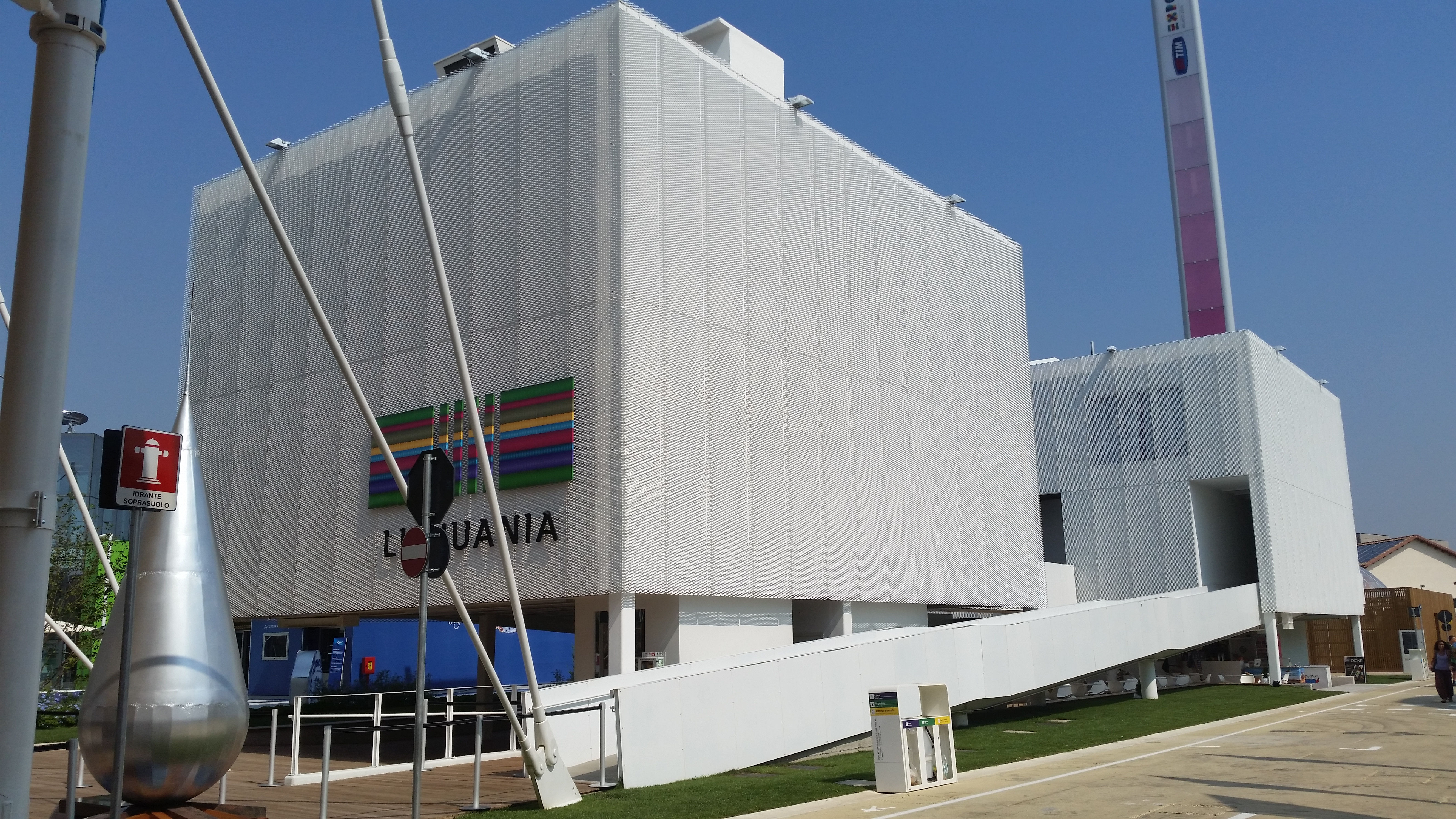
Pavillon de la Lituanie.
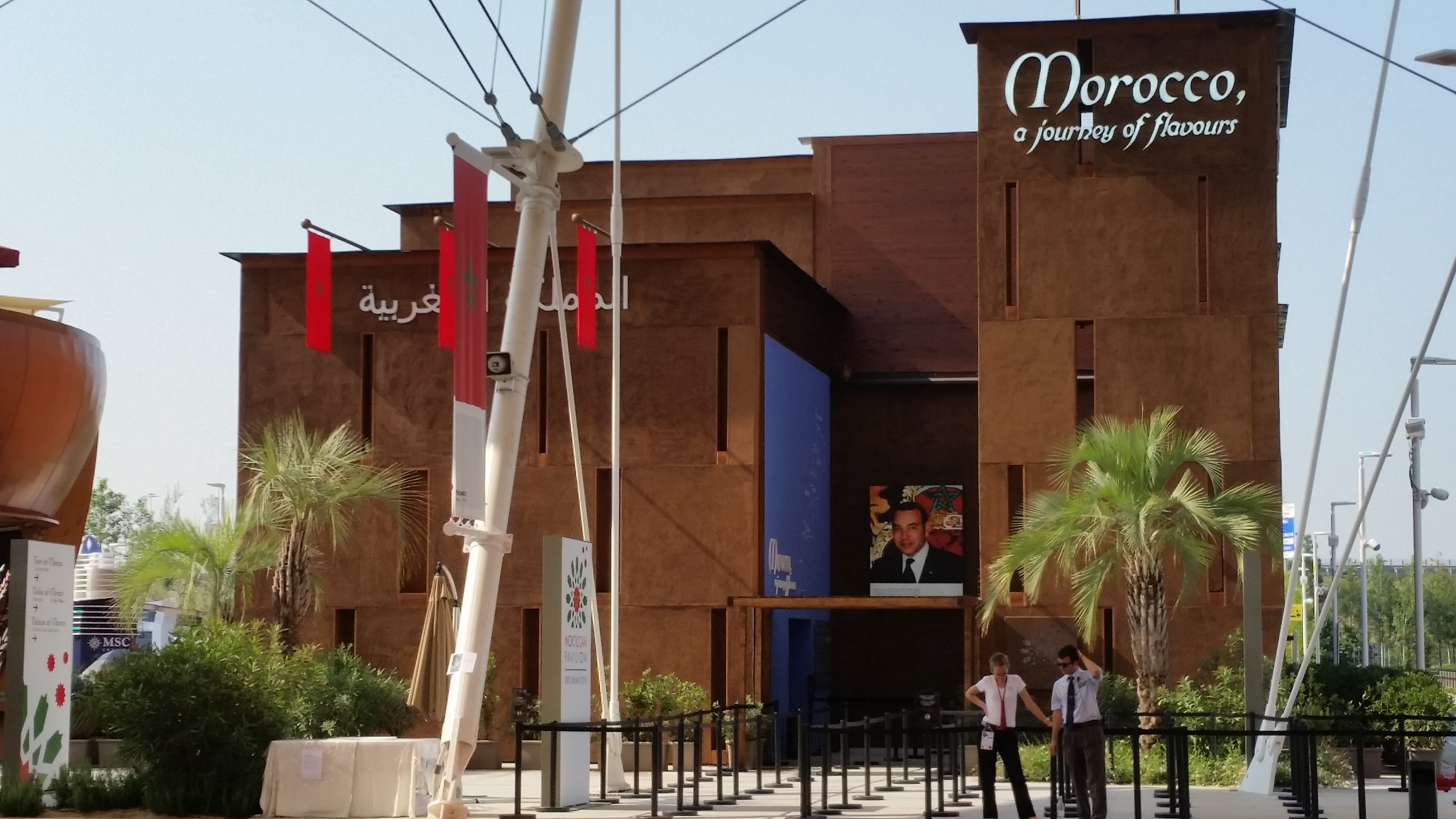
Pavillon du Maroc.
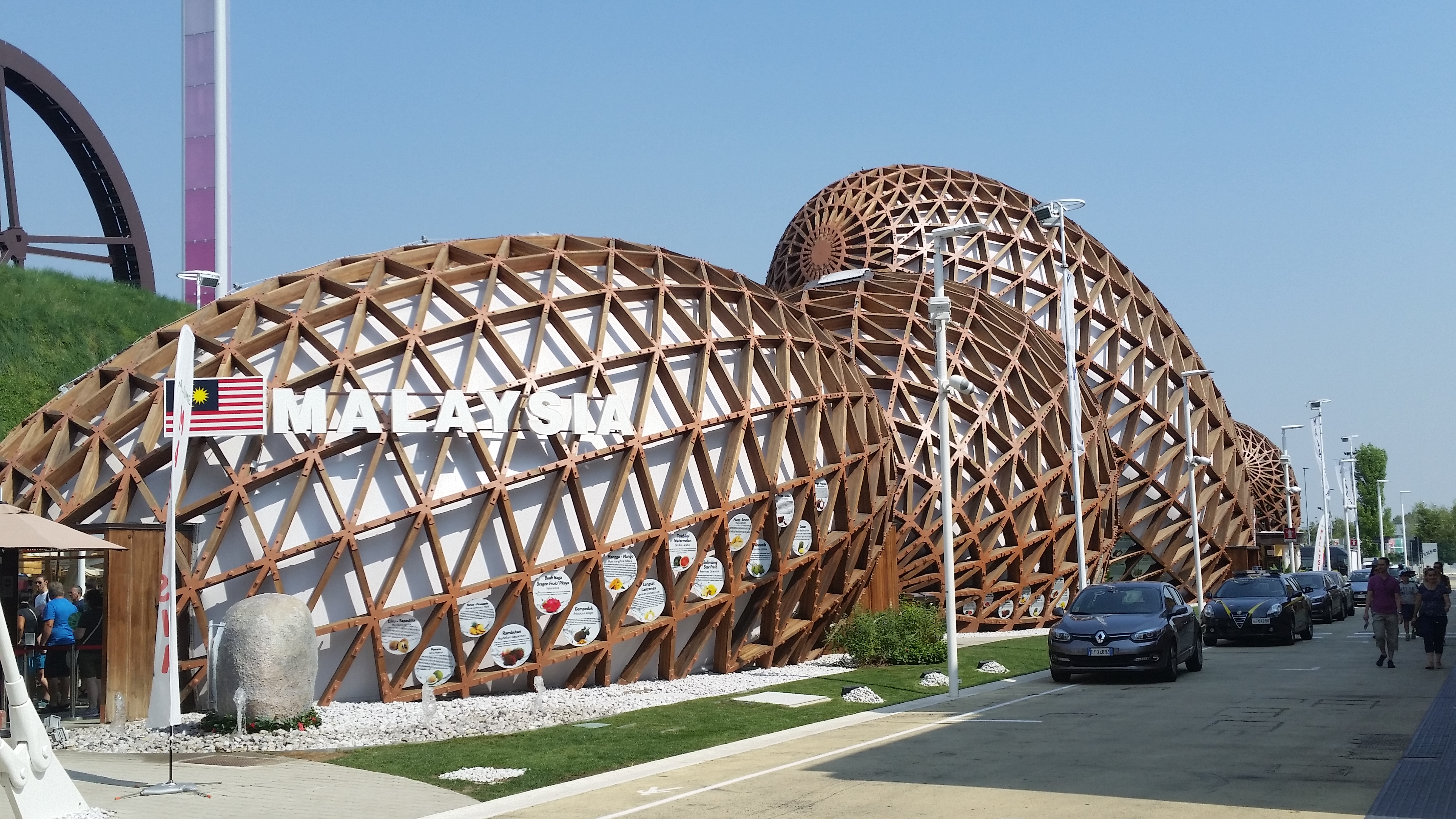
Pavillon de la Malaisie.
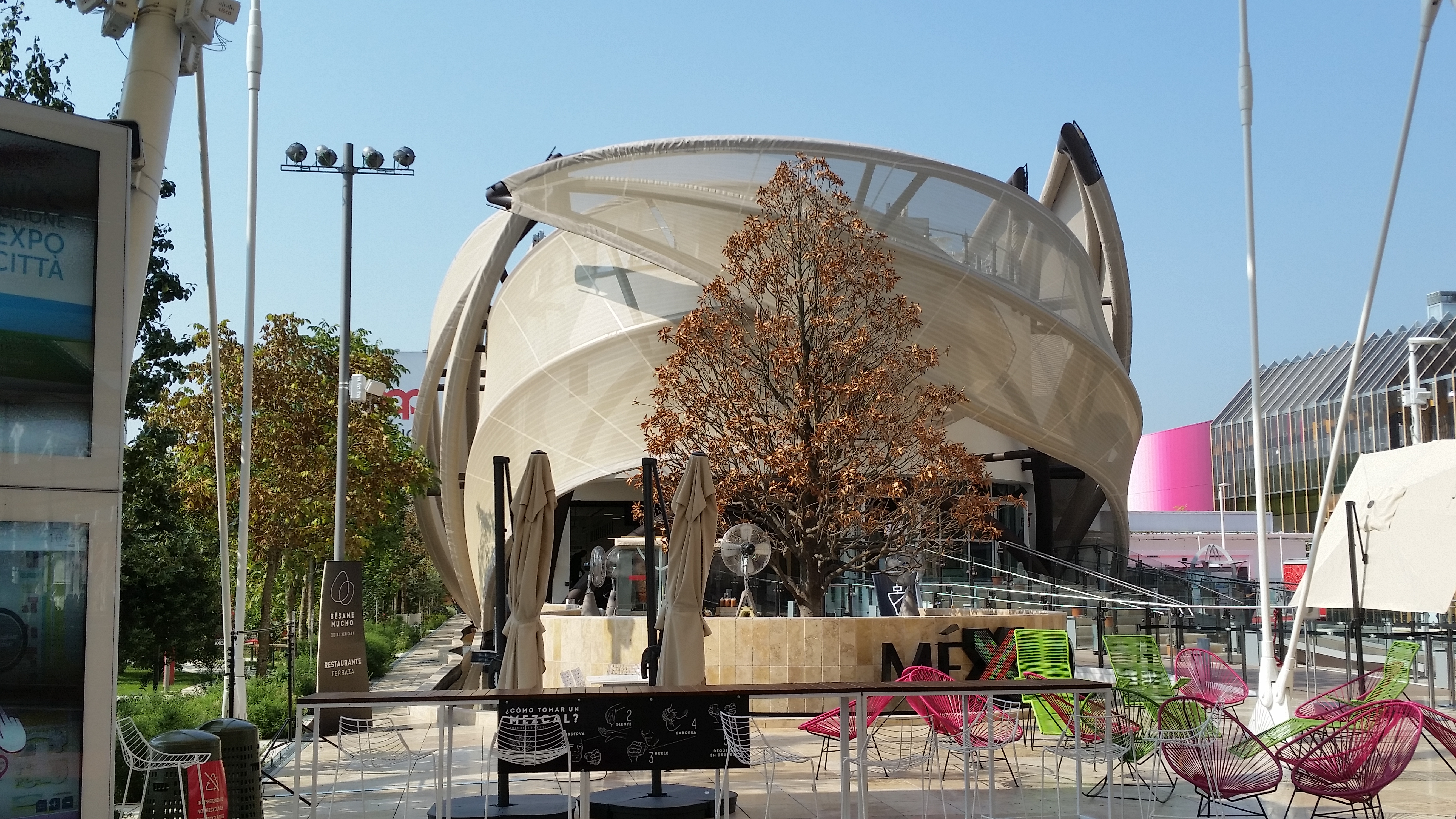
Pavillon du Mexique.
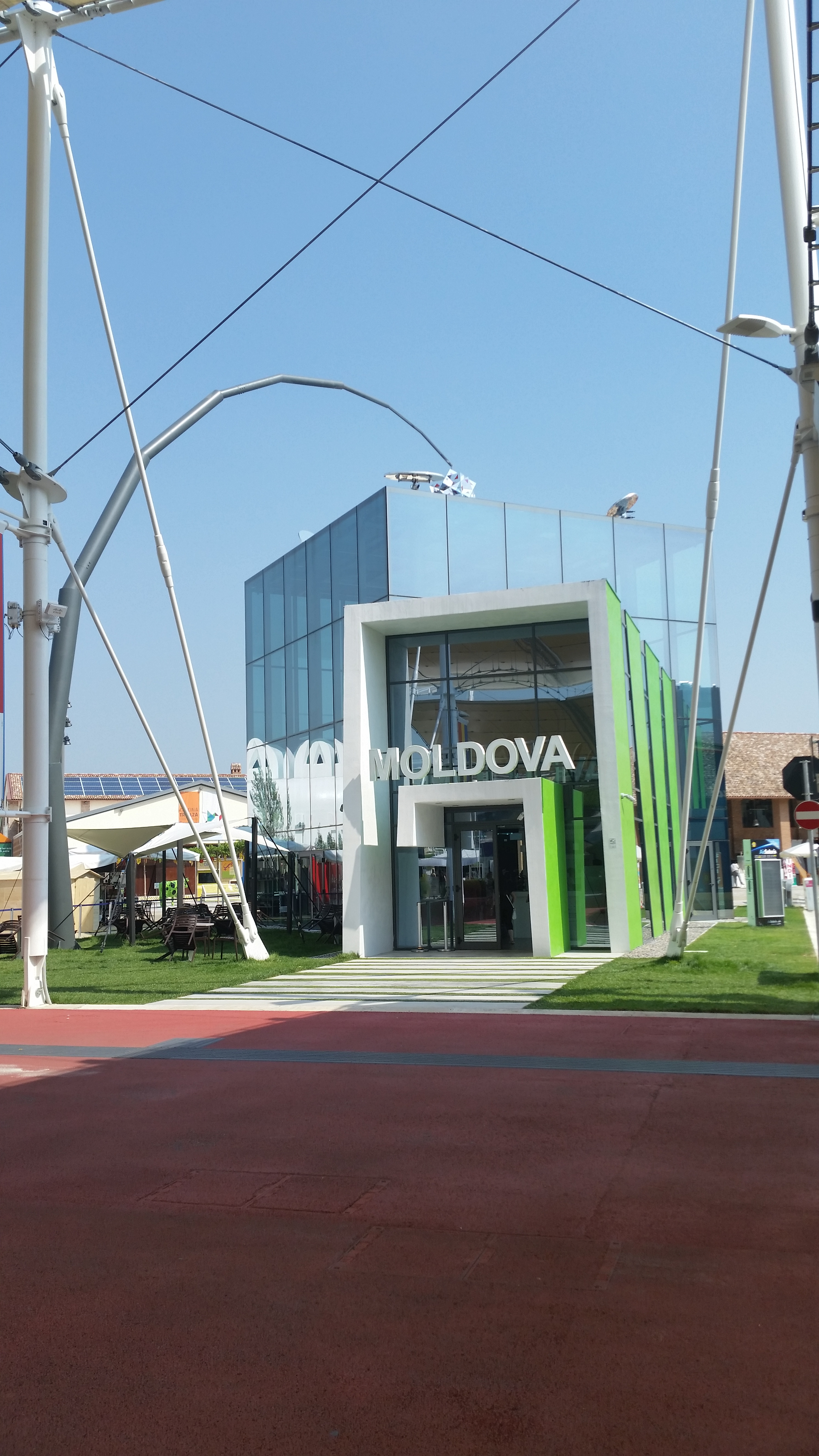
Pavillon de la Moldavie.
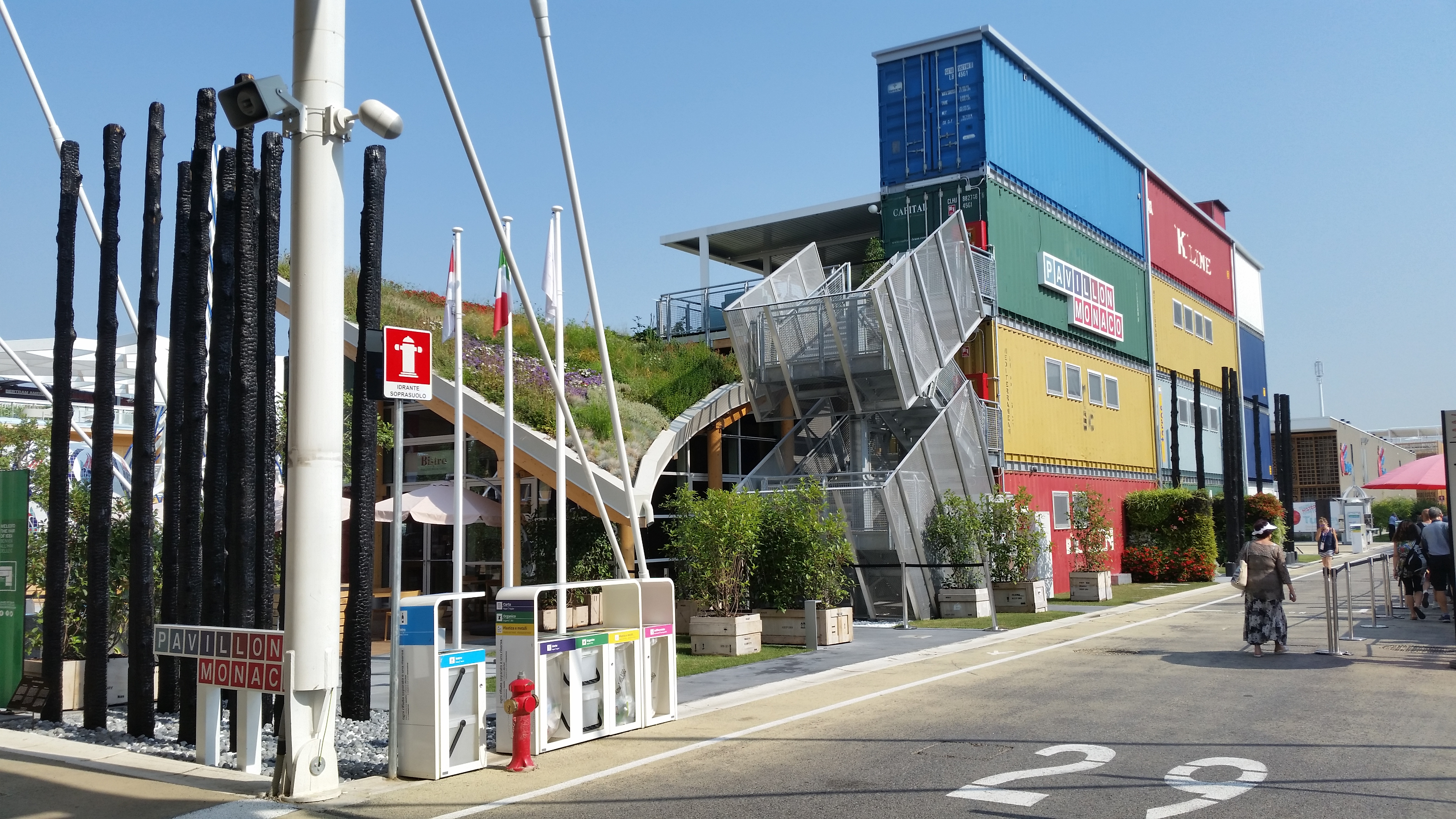
Pavillon de Monaco.
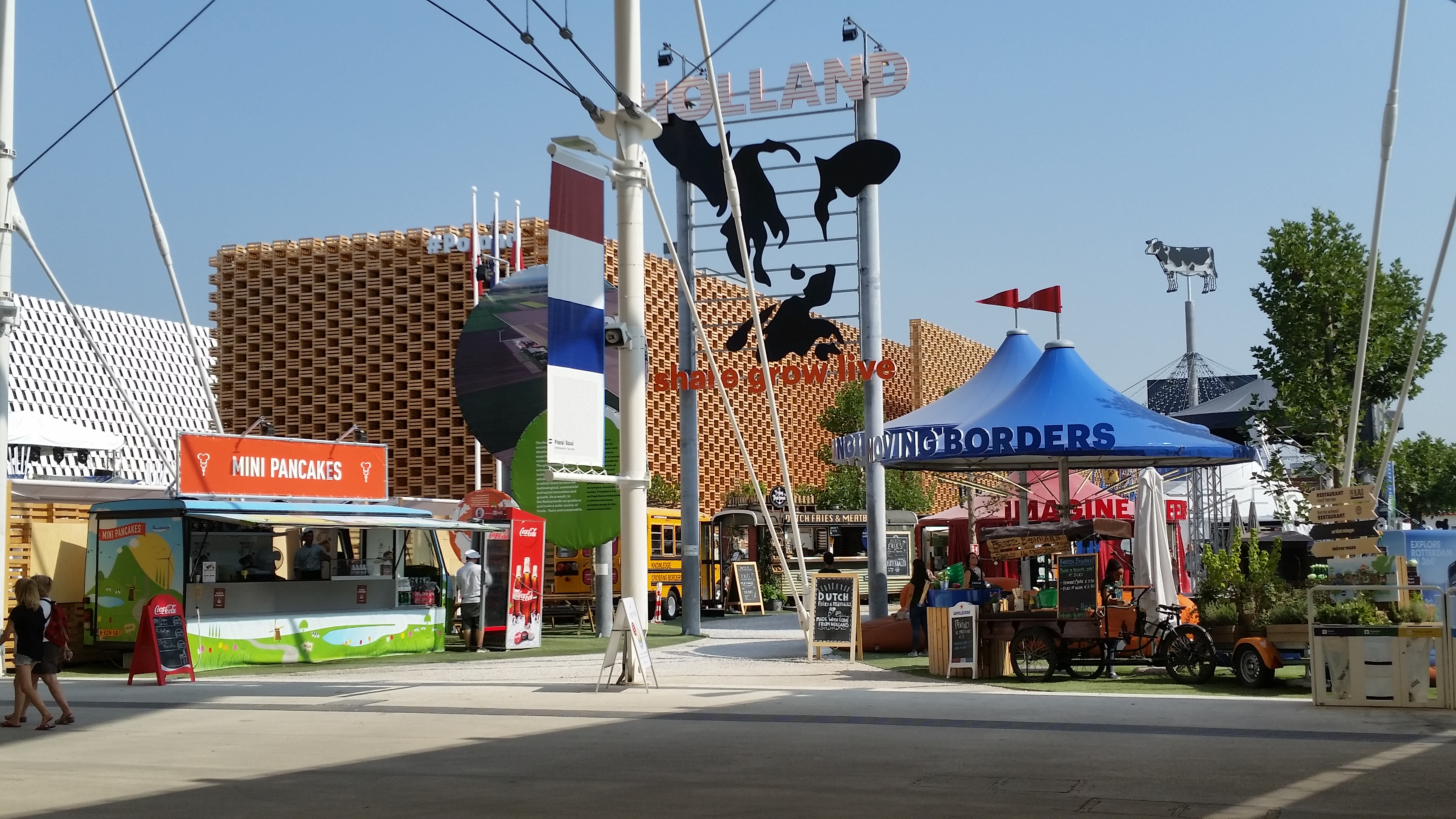
Pavillon des Pays-Bas.
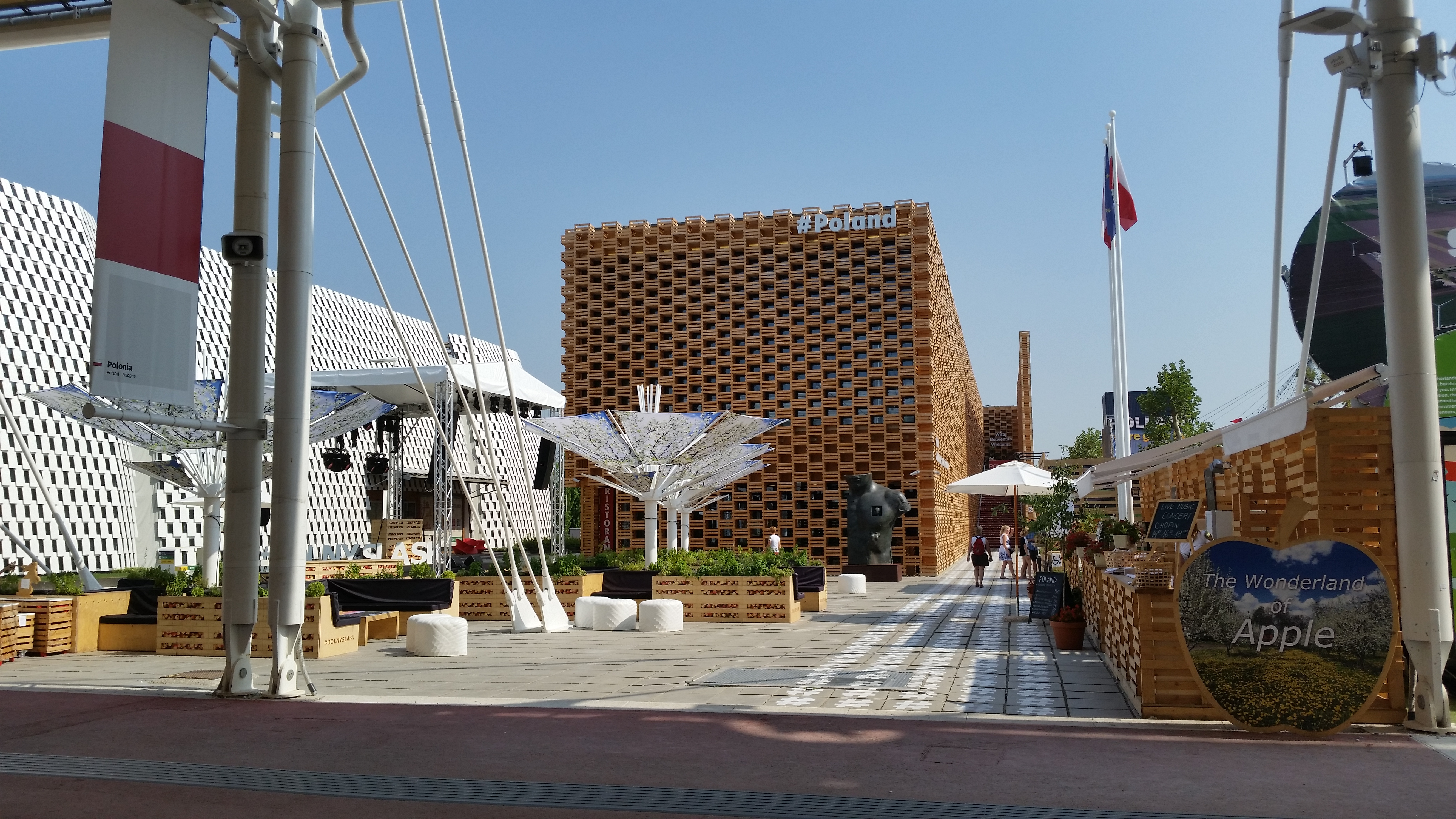
Pavillon de la Pologne.
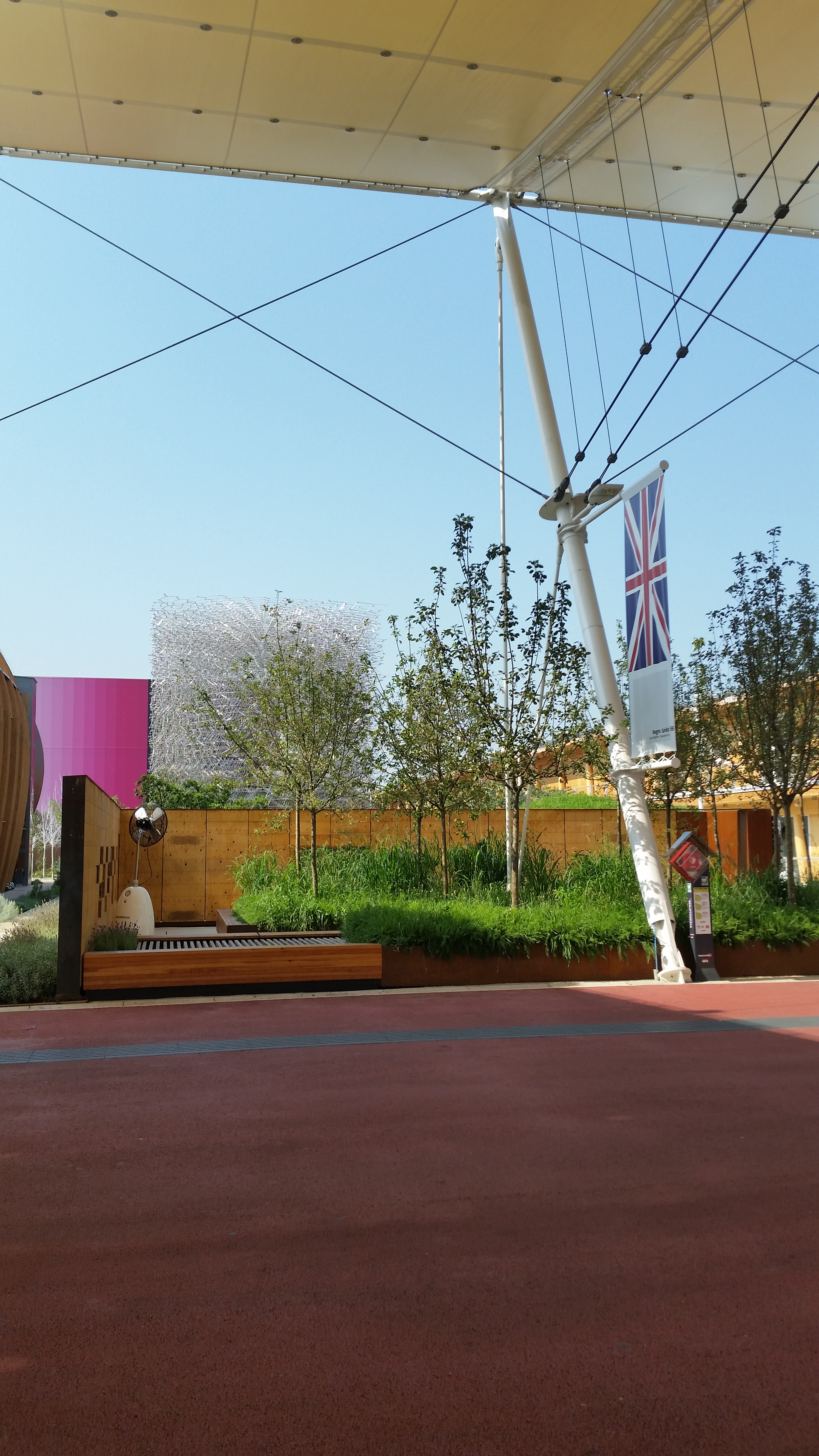
Pavillon du Royaume-Uni et de l'Irlande du Nord.
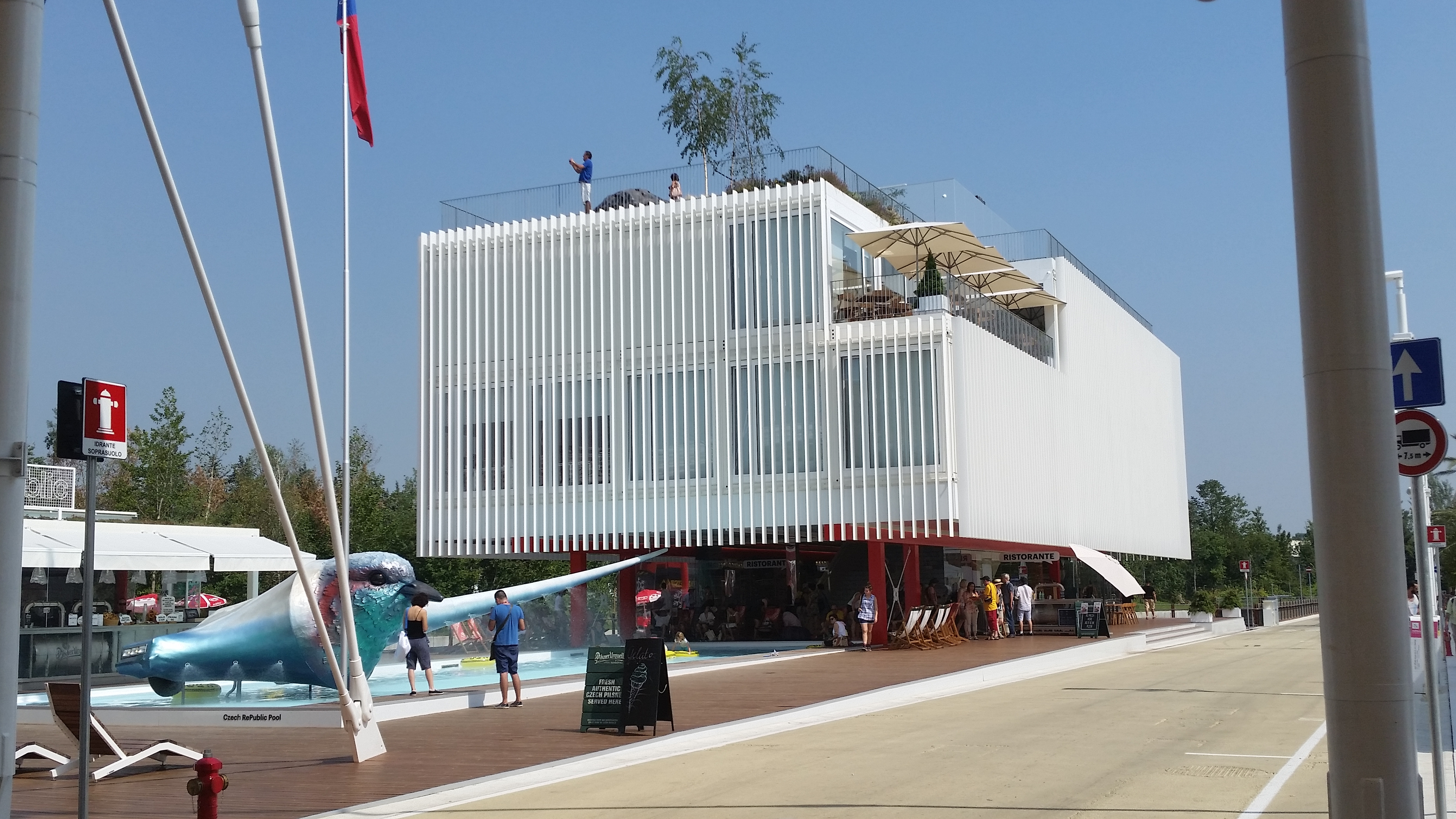
Pavillon de la République tchèque.
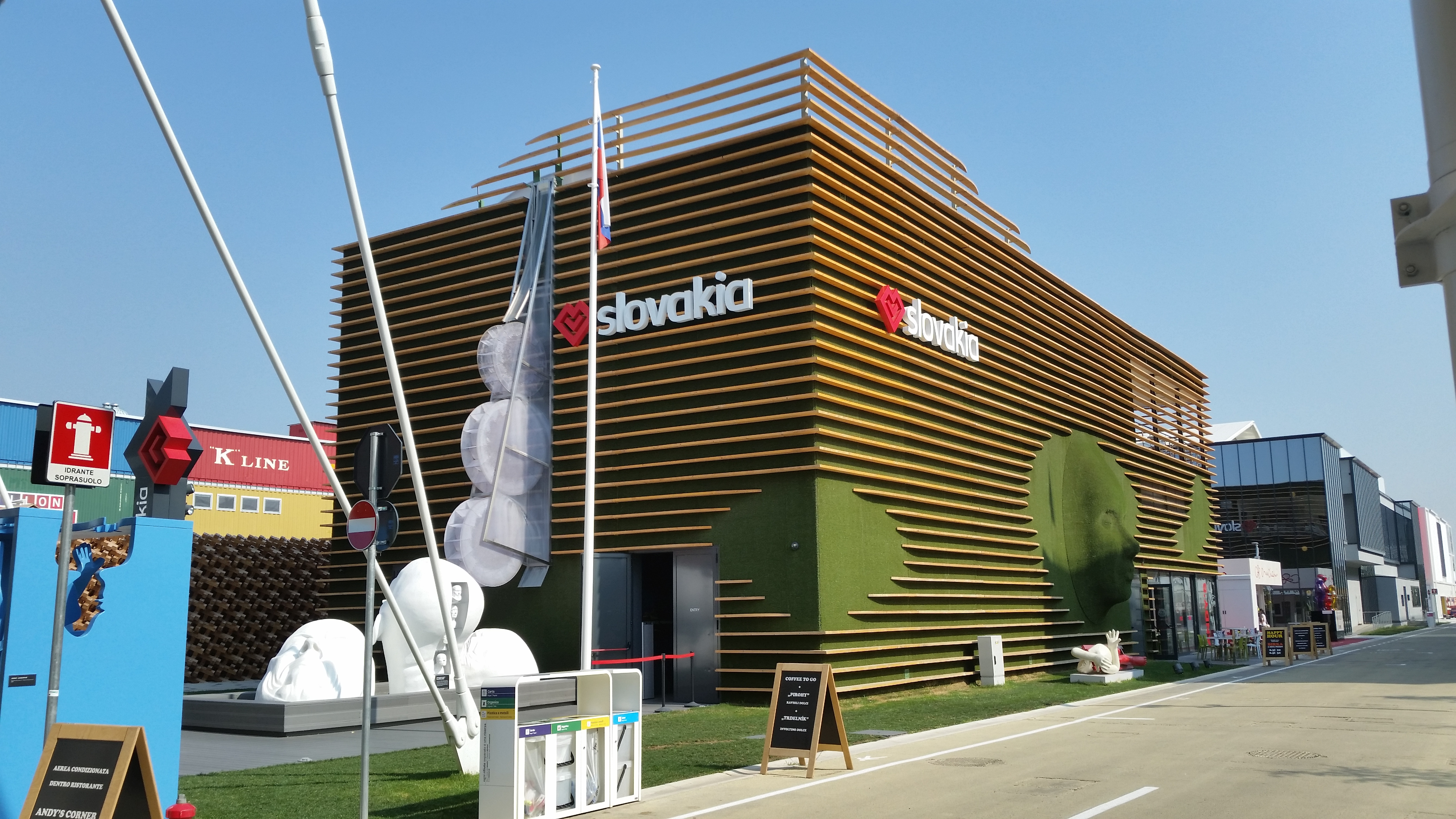
Pavillon de la Slovaquie.
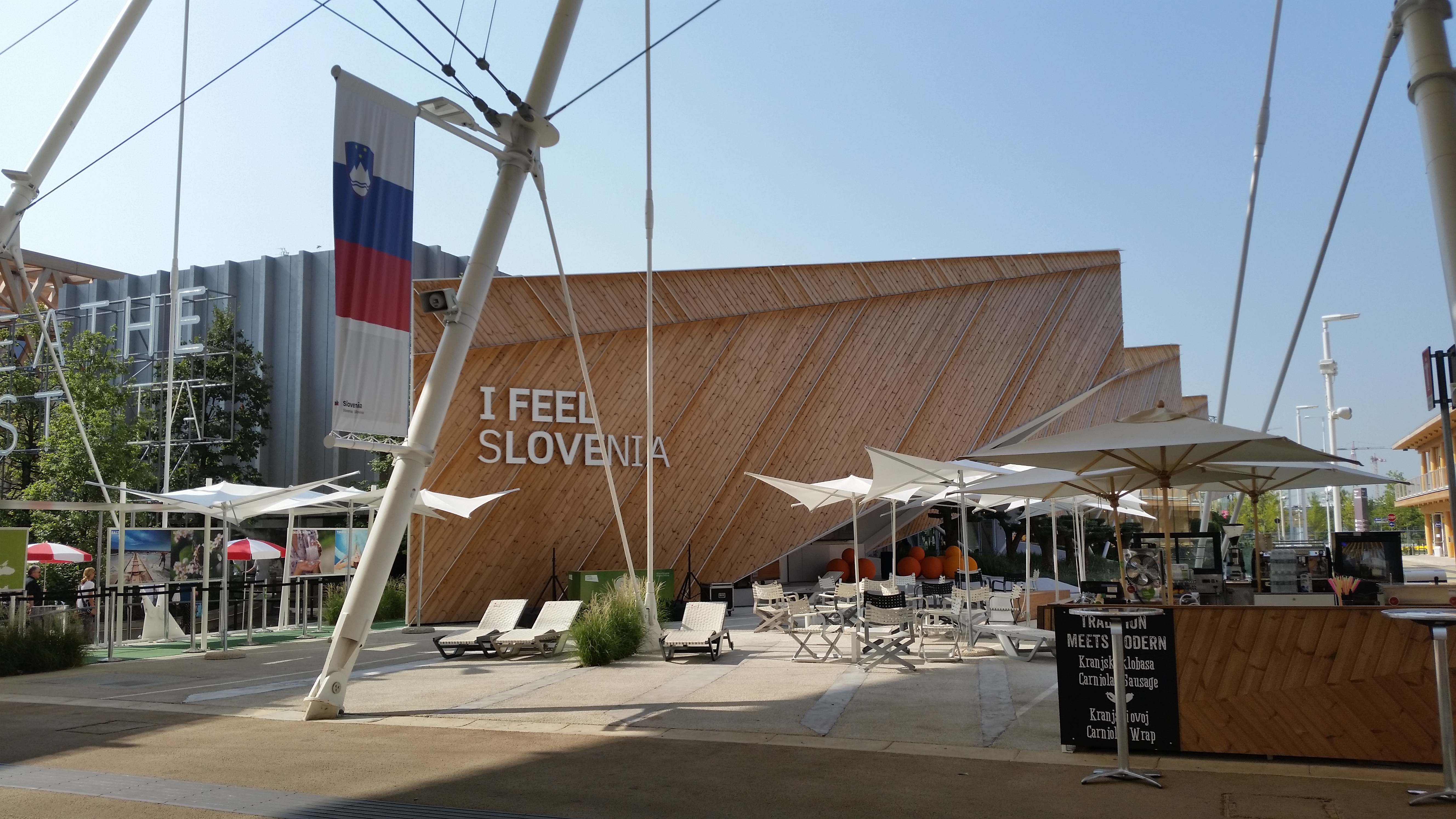
Pavillon de la Slovénie.
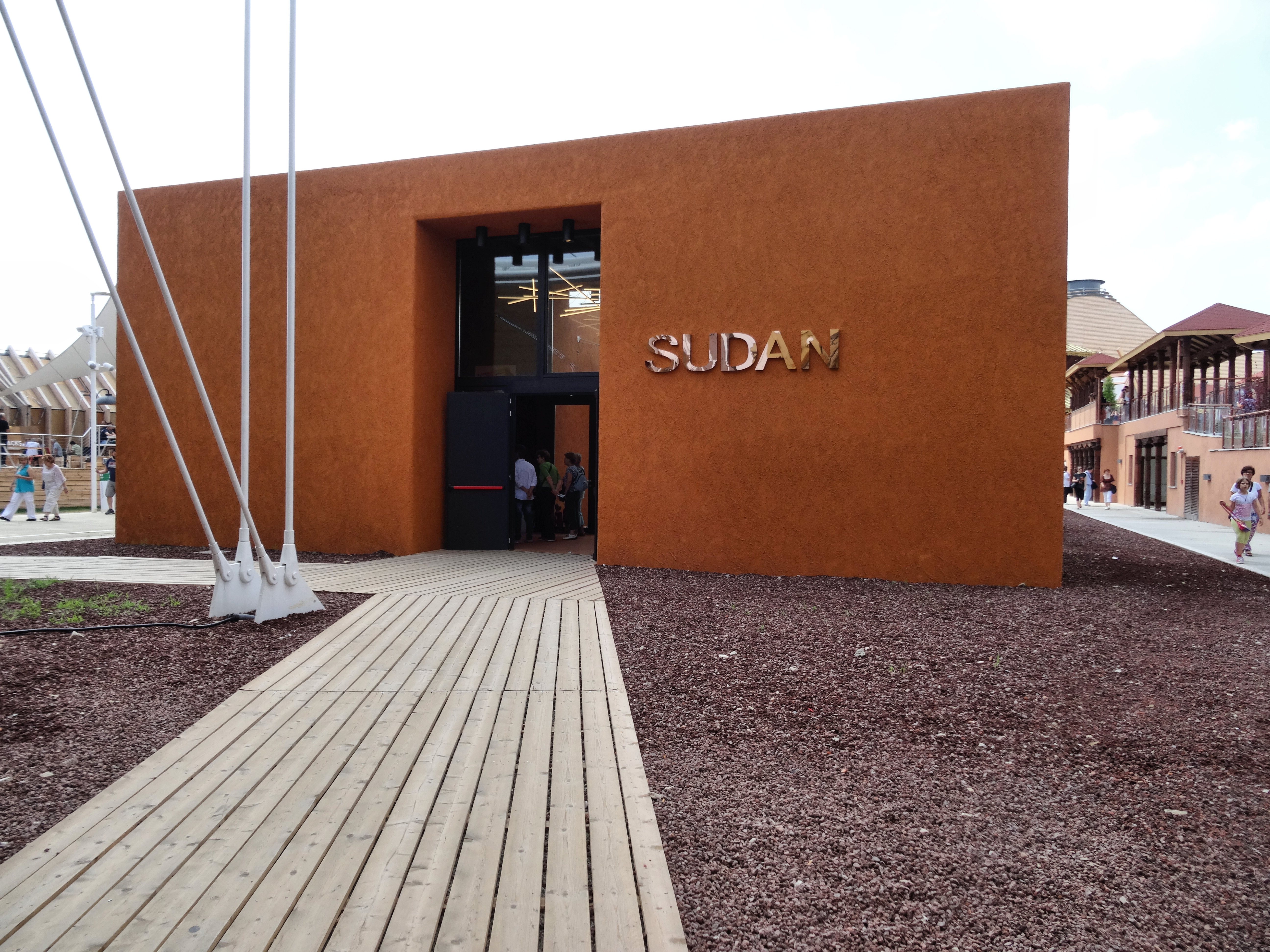
Pavillon du Soudan.
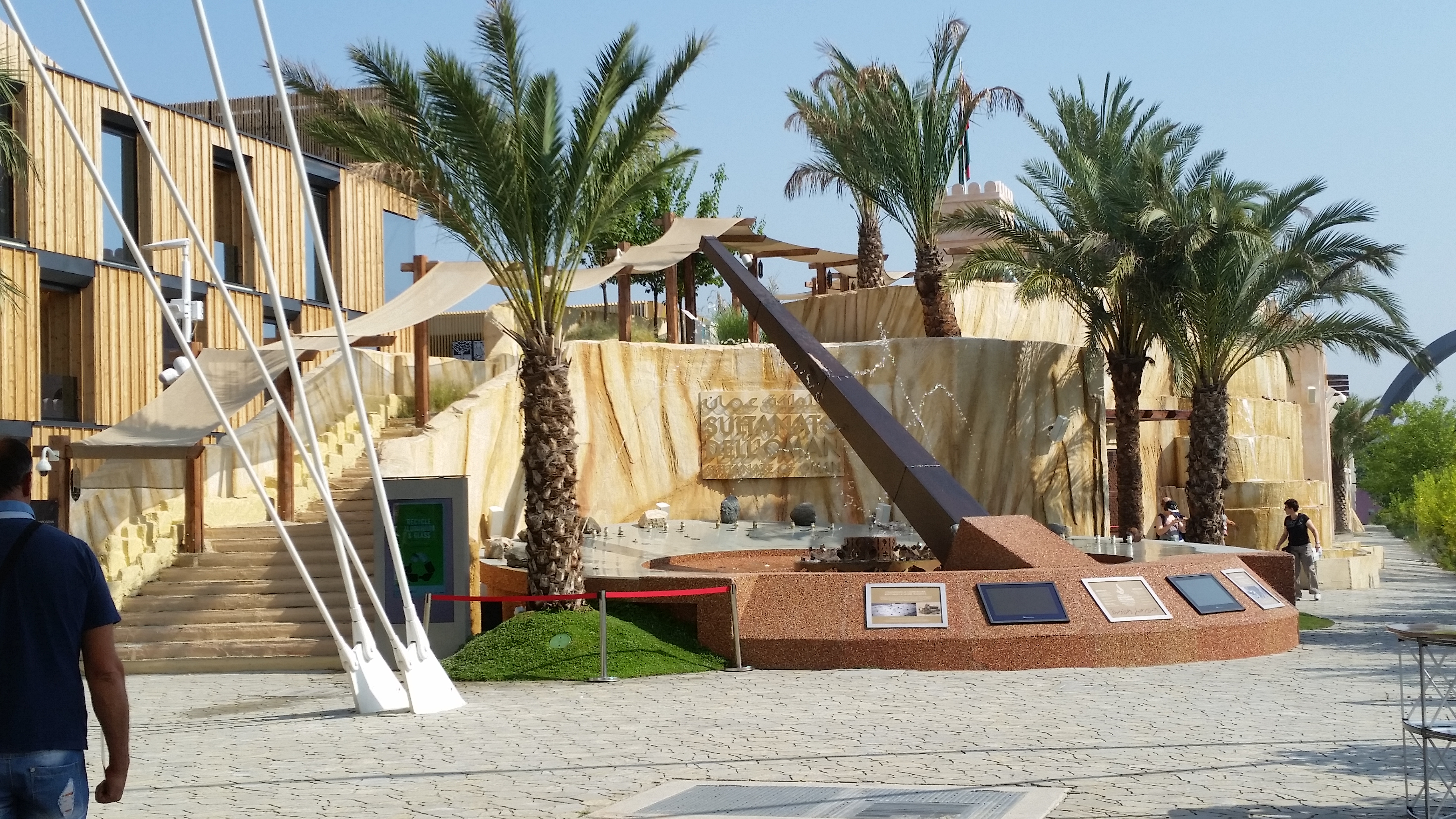
Pavillon du Sultanat d'Oman.
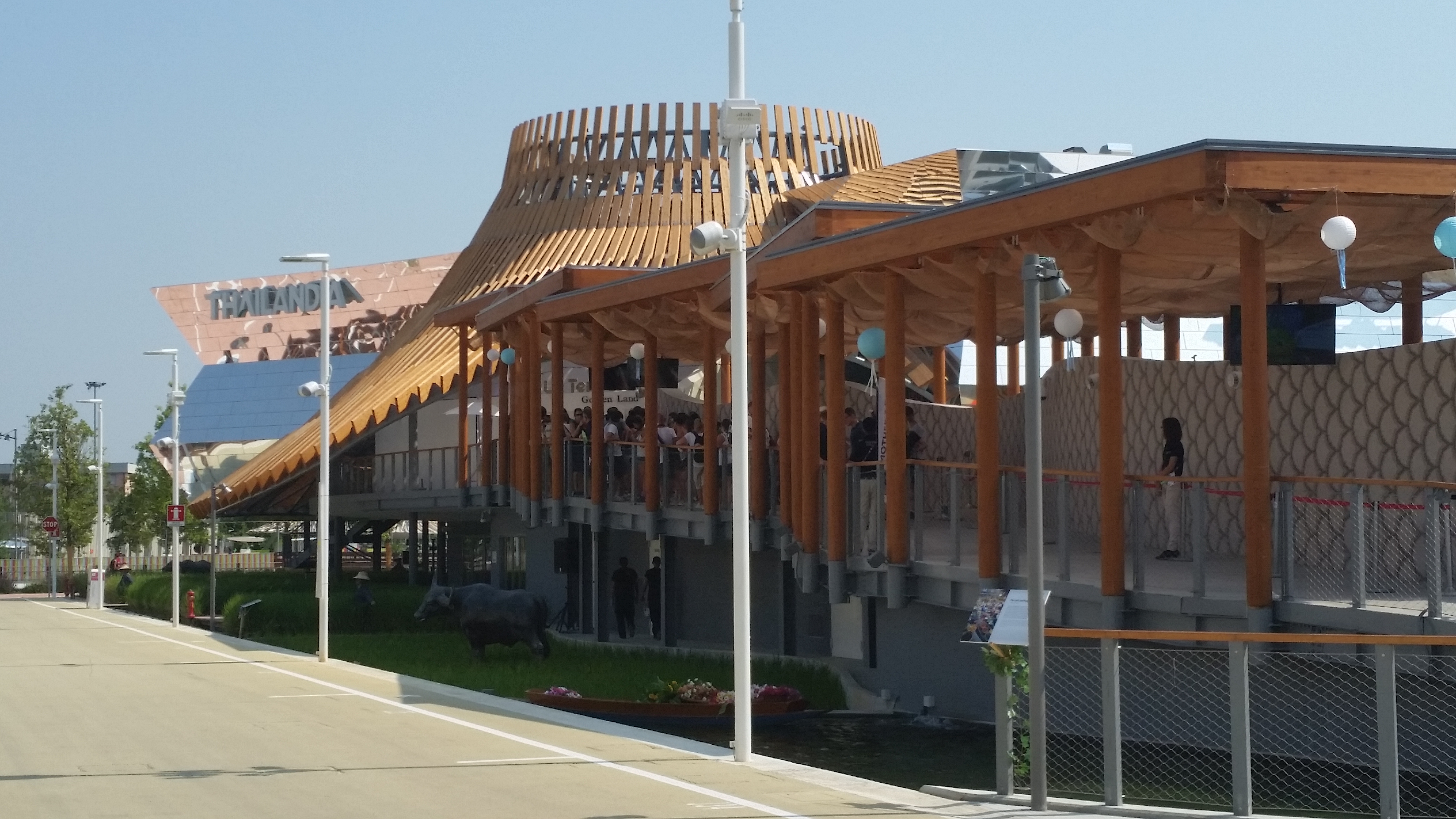
Pavillon de la Thaïlande.
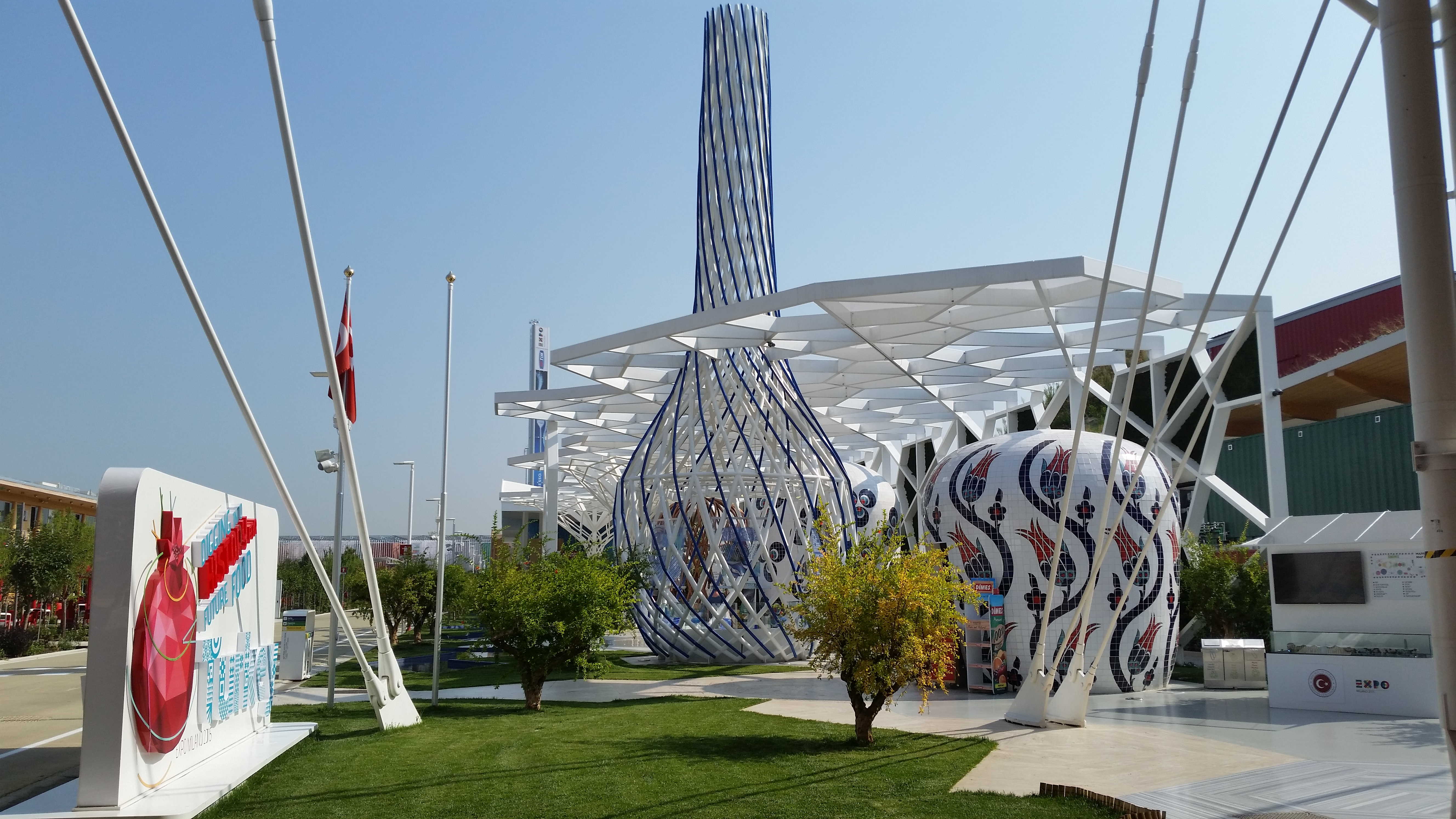
Pavillon de la Turquie.
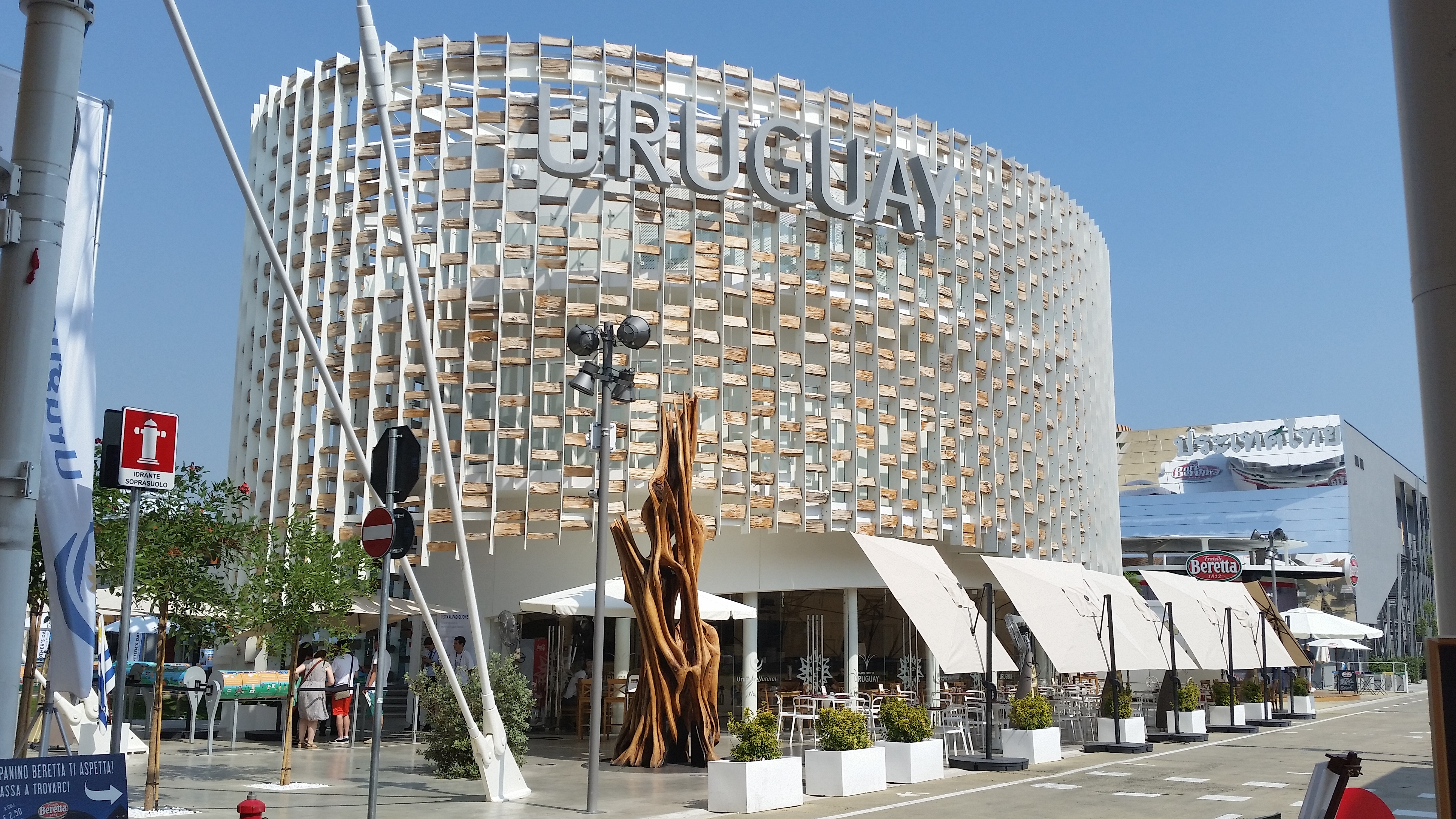
Pavillon de l'Uruguay.
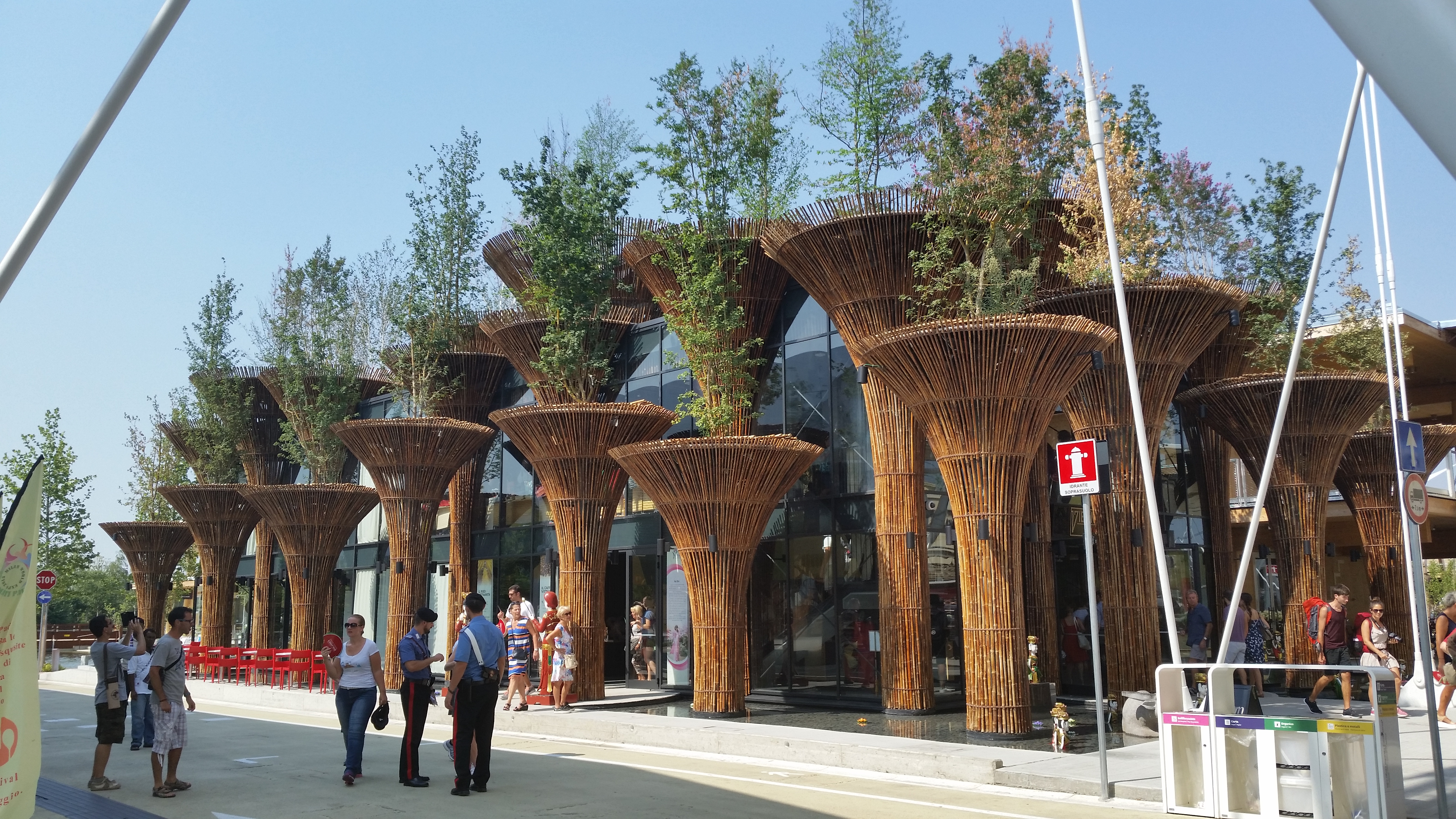
Pavillon du Vietnam.